# Missões jesuíticas na América

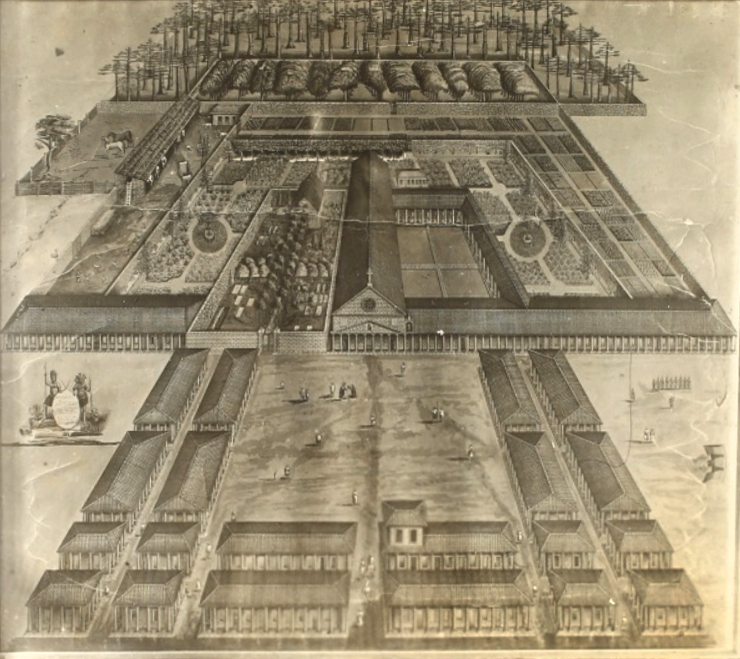
O sofisticado plano urbanístico da Redução de São João Batista, no Rio Grande do Sul, parte de um núcleo missioneiro guarani estabelecido na região de fronteira entre Brasil, Bolívia, Paraguai e Argentina, que tem sido considerado a mais acabada expressão do ideal organizador dos jesuítas.

As missões jesuíticas na América, também chamadas de reduções, foram os aldeamentos indígenas organizados e administrados pelos padres jesuítas no Novo Mundo, como parte de sua obra de cunho civilizador e evangelizador. O objetivo principal das missões jesuíticas foi o de criar uma sociedade com os benefícios e qualidades da sociedade cristã europeia, mas isenta dos seus vícios e maldades. Essas missões foram fundadas pelos jesuítas em toda a América colonial e, segundo Manuel Marzal, sintetizando a visão de outros estudiosos, constituem uma das mais notáveis utopias da história.
Para conseguirem seu objetivo, os jesuítas desenvolveram técnicas de contato e atração dos índios e logo aprenderam suas línguas e, a partir disso, os reuniram em povoados que, por vezes, abrigaram milhares de indivíduos. Eram, em larga medida, autossuficientes, dispunham de uma completa infraestrutura administrativa, econômica e cultural que funcionava num regime comunitário, onde os nativos foram educados na fé cristã e ensinados a criar arte às vezes com elevado grau de sofisticação, mas sempre em moldes europeus. Depois de um início assistemático marcado por tentativas frustradas, em meados do século XVII, o modelo missioneiro já estava bem consolidado e disseminado por quase toda a América, mas teve de continuar enfrentando a oposição de setores da Igreja Católica que não concordavam com seus métodos, do restante da população colonizadora, para quem os índios não valiam a pena o esforço de cristianizá-los, e os bandos de caçadores de escravos, que aprisionavam os índios para submetê-los ao trabalho forçado na economia colonial exploradora e destruíram diversos povoados, causando muitas mortes. Mesmo com vários problemas a vencer, as missões, como um todo, prosperaram a ponto de, em meados do século XVIII, os jesuítas se tornarem suspeitos de tentar criar um império independente, o que foi um dos argumentos usados na intensa campanha difamatória que sofreram na América e na Europa e que acabou por resultar na sua expulsão das colônias a partir de 1759 e na dissolução da sua Ordem em 1773. Com isso, o sistema missioneiro entrou em colapso, causando a dispersão dos povos indígenas reduzidos.
O sistema missioneiro buscou introduzir o cristianismo e um modo de vida europeizado, integrando, porém, vários dos valores culturais dos próprios índios, e estava baseado no respeito à sua pessoa e às suas tradições grupais, até onde estas não entrassem em conflito direto com os conceitos básicos na nova fé e da justiça. O mérito e a extensão do sucesso dessa tentativa têm sido objeto de muito debate entre os historiadores, mas o fato é que foi de importância central para a primeira organização do território e para o lançamento das fundações da sociedade americana como hoje ela é conhecida. Vários monumentos missioneiros são hoje Patrimônio Mundial.

## Origens e evolução do sistema missionário

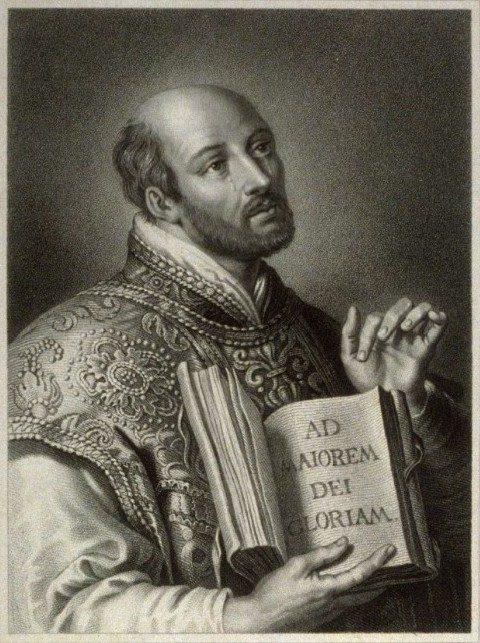
Inácio de Loyola com um livro onde se lê o lema da sua Ordem: Ad maiorem Dei gloriam (Para a maior glória de Deus)

A criação do sistema das missões deve ser estudado no contexto da política colonial desenvolvida pelas potências europeias para a recém-descoberta América, que originalmente era habitada por inúmeras etnias de povos indígenas, que mostravam ter desenvolvido graus variáveis de civilização. Apesar de alguns contatos preliminares entre europeus e índios terem sido pacíficos, logo os colonizadores começaram a empreender uma conquista belicosa e sanguinária, submetendo os nativos pela força das superiores armas e técnicas militares europeias, e despojando-os de quaisquer tesouros que fossem encontrados. Em vista das atrocidades que estavam sendo cometidas, reis e papas legislaram a favor dos índios, mas com pouco efeito, pois o controle sobre as províncias transoceânicas era muito difícil. Os abusos continuariam ao longo de toda a história da colonização. Junto com os primeiros colonizadores, chegaram religiosos de várias Ordens missionárias, principalmente franciscanos e dominicanos. Sua presença se justificava porque entre os objetivos da Conquista estava a cristianização dos povos dominados, mas muitos desses missionários foram complacentes com o uso da violência e se beneficiaram da exploração dos índios. Pouco depois, preocupado com os rumos descontrolados que tomava a Conquista espanhola, Carlos I de Espanha chamou os jesuítas para intervirem no processo, enquanto que Dom João III de Portugal dava as primeiras ordens para que a evangelização dos índios fosse entregue aos cuidados da Companhia de Jesus.
A Companhia de Jesus foi fundada em 1534 por Santo Inácio de Loyola. A confiança que os jesuítas inspiraram nos reis ibéricos se deve ao grande prestígio que em poucos anos adquiriram pelo dinamismo e pelo sólido preparo teológico e cultural de seus membros, que ascenderam a posições de destaque no clero e nos conselhos de reis e príncipes. A Ordem se tornou a principal força da Igreja Católica no processo da Contra-Reforma, renovou a pedagogia na Europa, e de fato representou a vanguarda religiosa em seu tempo, contando com privilégios especiais e grande independência da estrutura hierárquica da Igreja, mas votando uma obediência total ao papa.

### No Brasil

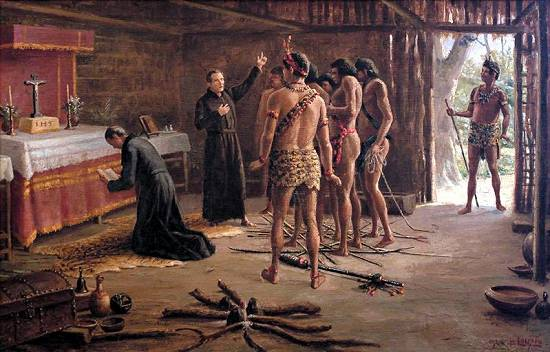
Anchieta e Nóbrega na cabana de Pindobuçu, por Benedito Calixto (1927). Acervo do Museu do Ipiranga

Os jesuítas aportaram no Brasil em 1549, no Peru chegaram em 1567, no México em 1572 e na Nova França em 1611, mas o sistema missioneiro levou várias décadas para se estruturar e consolidar. Dessa forma, as primeiras tentativas de evangelização foram informais, itinerantes, pouco coerentes e sem resultados significativos. Entre as principais dificuldades que encontraram estavam a ausência de instituições jurídicas e administrativas de apoio eficazes, a pouca colaboração das outras Ordens religiosas — quando não sua conivência com as práticas predatórias dos colonizadores, como lamentou no Brasil Manuel da Nóbrega — e a oposição dos colonizadores que já estavam instalados, para quem os índios eram tão desprezíveis quanto os negros e só lhes pareciam úteis como trabalhadores braçais. A primeira iniciativa de fundação de povoados especiais para os índios cristianizados partiu de Dom João III, que em Regimento ao primeiro governador-geral do Brasil, Tomé de Sousa, ordenou que eles vivessem em grupos nas proximidades das vilas para que pudessem entrar em mais íntimo contato com os cristãos e pudessem ser melhor doutrinados. A ideia foi louvada por Nóbrega, pois ele sem demora percebeu a ineficiência das missões itinerantes, pouco antes de o padre espanhol José de Acosta fazer a mesma constatação no Peru. Os primeiros jesuítas que Inácio enviou para a América foram o espanhol José de Anchieta e o português Manuel da Nóbrega.
Nóbrega escreveu aos seus superiores solicitando que os jesuítas obtivessem, do papa, o poder de erigir altares onde bem lhes aprouvesse e, assim, consolidar seus povoados, ao mesmo tempo em que recomendou paciência para com o processo de aculturação, prevendo que uma transformação autoritária, súbita e radical nos costumes indígenas não daria frutos positivos. Também reconheceu, em seu Diálogo da Conversão do Gentio (1556-57), que os índios não eram essencialmente maus, apesar de suas práticas religiosas "abomináveis", e que podiam ser gradualmente conduzidos a uma vida mais digna, pois se sua religião era errônea, a raiz do mal estava mais no ter um caráter supersticioso, que podia ser encontrado em qualquer povo ignorante, e não por ser intencionalmente maligna, a opinião mais corrente.

### Na América Espanhola

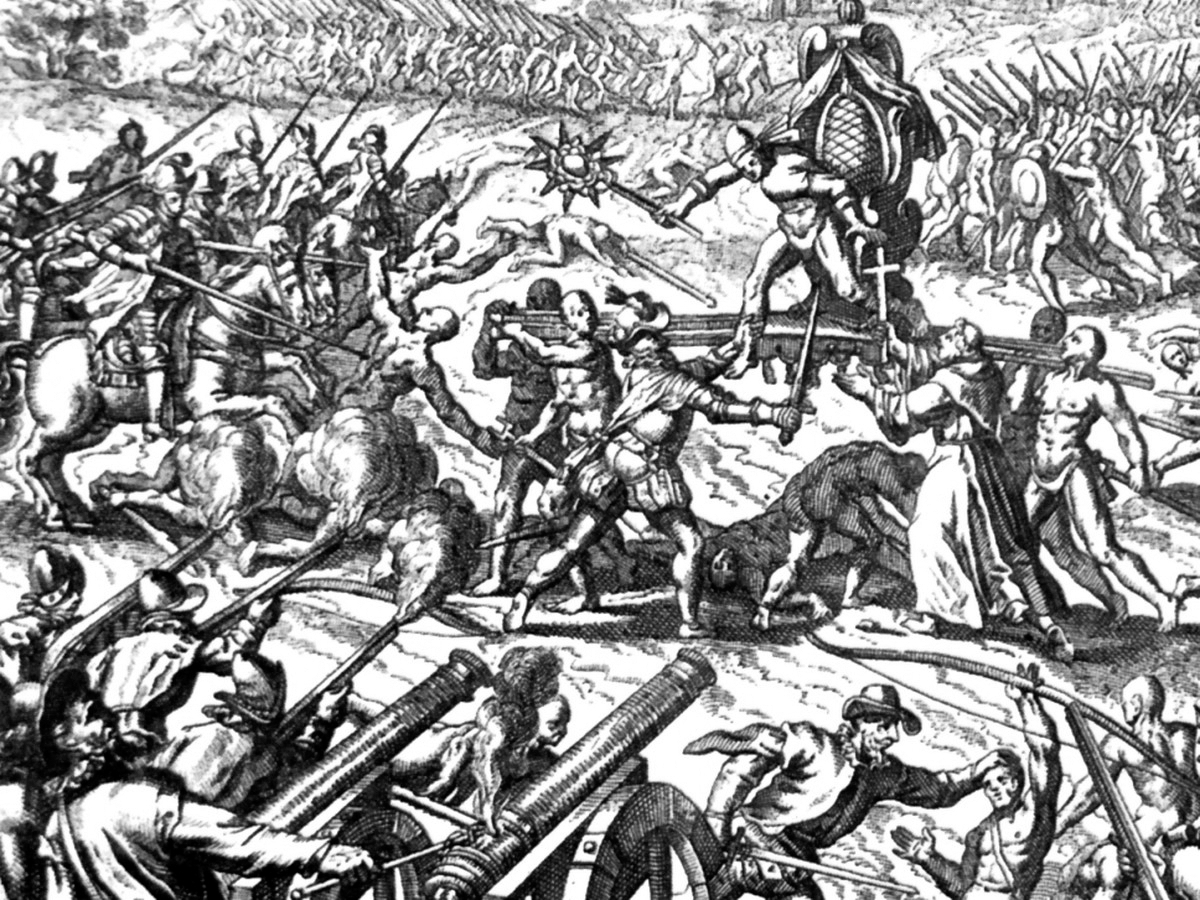
O massacre dos incas em Cajamarca, na conquista espanhola do Peru

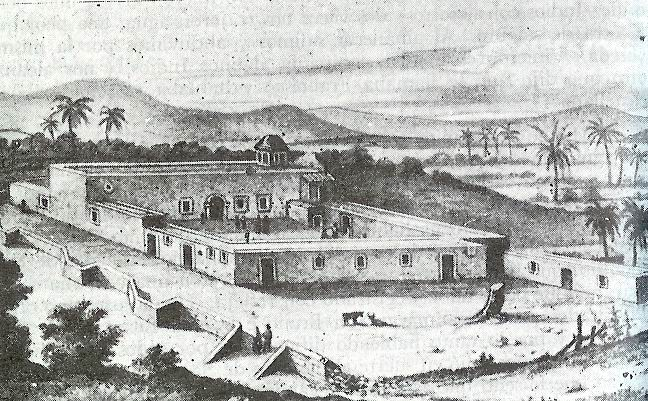
Redução de Nossa Senhora de Loreto Conchó, Baixa Califórnia, México

Em 1576, José de Acosta viajou para o Peru no cargo de Provincial da Ordem e, inspecionando o trabalho até então desenvolvido entre os índios, o considerou insatisfatório. Na assembleia provincial de 1576 e no concílio de Lima de 1582-83, reunidos para examinar as causas do fracasso, Acosta recolheu os elementos necessários para compor a obra De procuranda indorum salute (1588), onde sintetizou suas experiências e apresentou as contradições da evangelização no Novo Mundo. Nessa altura, as pilhagens, escravizações e assassinatos em massa já se haviam tornado um escândalo condenado na Europa, a despeito de o papa Paulo III ter publicado, já em 1532, uma bula em que proclamava a liberdade dos índios nas possessões espanholas. As ideias de Acosta eram, em suma, as mesmas de Nóbrega, e apareceram como uma alternativa viável de criação de uma obra missionária baseada no respeito aos índios e mais independente de um Estado que se revelara cruel e imoral, preservando os costumes nativos que não se opusessem diretamente à fé cristã e à justiça, ainda que não abandonasse, de todo, a ideia da imposição doutrinal forçada em alguns casos. Homens de seu tempo, Nóbrega e Acosta consideravam a cristianização do índio um imperativo para seu próprio bem (pro sua salute), e viam com maus olhos sua religião, mas encontraram um caminho para a sua reforma, e não sua supressão total, identificando pontos de semelhança com o catolicismo, como a crença na vida após a morte e em um deus supremo. Combateram o método de erradicação completa dos símbolos religiosos e culturais nativos acreditando que, apesar de sua idolatria, os índios poderiam conhecer a "verdadeira fé" através da razão. Essas ideias liberais tinham longa história, pois o papa Gregório I no século VI já recomendara para Agostinho de Cantuária, o evangelizador da Inglaterra, que trabalhasse sobre os costumes locais e preservasse tudo que fosse positivo na fé autóctone.
Entretanto, no Brasil, apareceram divergências sobre o modo de conduzir o trabalho missionário. Nóbrega começou a mudar seu discurso, apostando então mais na sujeição pura e simples do índio. Essa tendência parece ter-se tornado daí em diante a predominante, dando ao missionarismo português em geral um caráter distinto do espanhol, e relativamente menos frutífero no que diz respeito ao sistema missioneiro em particular. Significativamente, as missões de toda a metade norte do atual Brasil foram das que trouxeram mais problemas para se estabilizar, quando foram capazes de fazê-lo. Na época em que Portugal e Espanha estavam governados por um mesmo rei, a partir de 1607 foi publicada uma série de decretos que protegiam as missões, dando-lhes total autonomia desde que houvesse, ali, um representante da Coroa. Ao mesmo tempo, se proibiu o acesso de mestiços e negros, e se deram salvaguardas para os índios reduzidos a fim de que não pudessem ser capturados pelos encomenderos, os caçadores de escravos. O resultado dessas novas medidas foi que grande número de indígenas buscou proteção dentro das reduções, num período em que crescia aceleradamente a demanda por escravos e os ataques ilegais aos aldeamentos também se multiplicavam. Calcula-se que, somente em 1630, tenham sido mortos ou aprisionados cerca de 30 mil nativos na região do Paraguai.

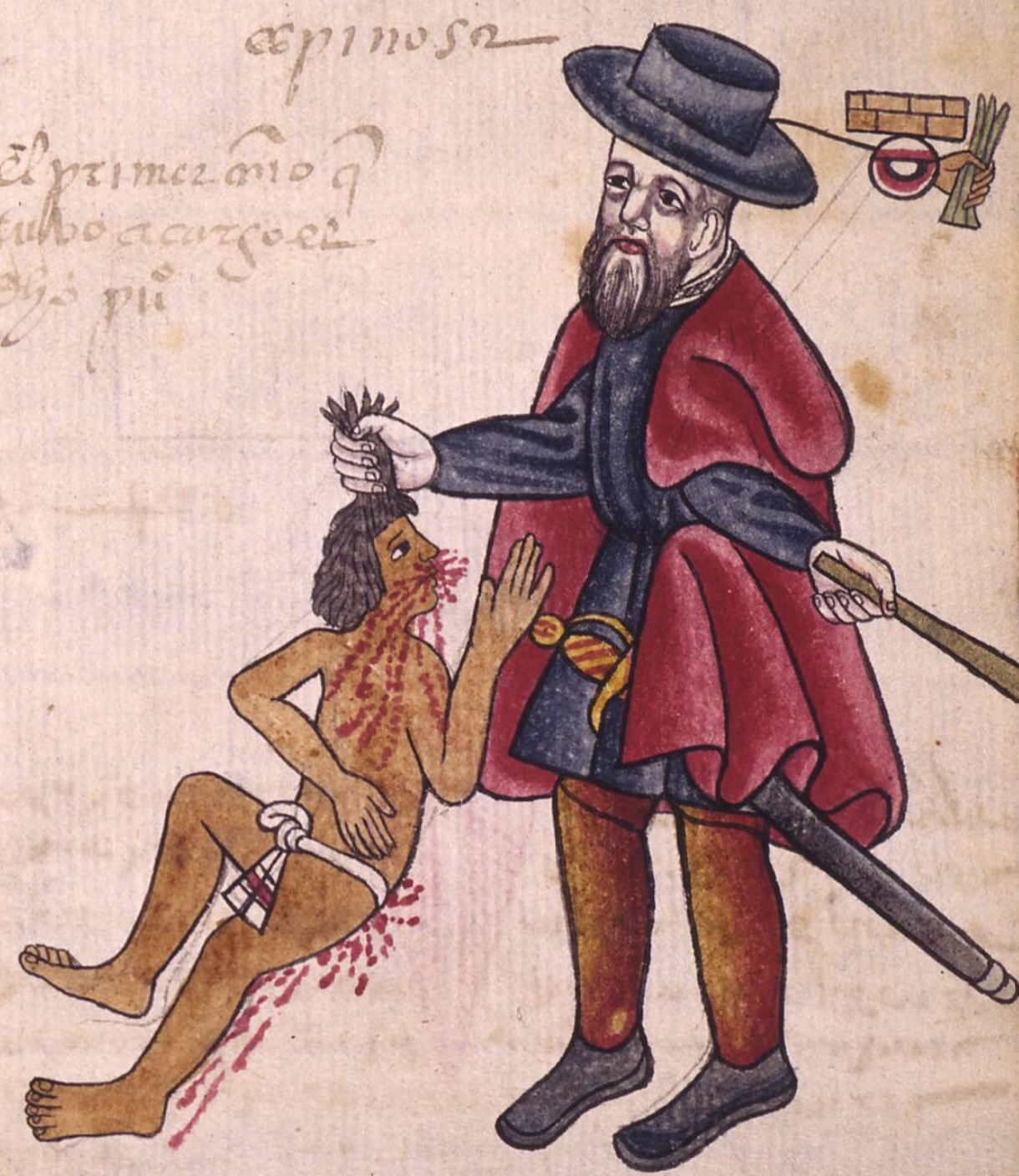
Um encomendero capturando um índio

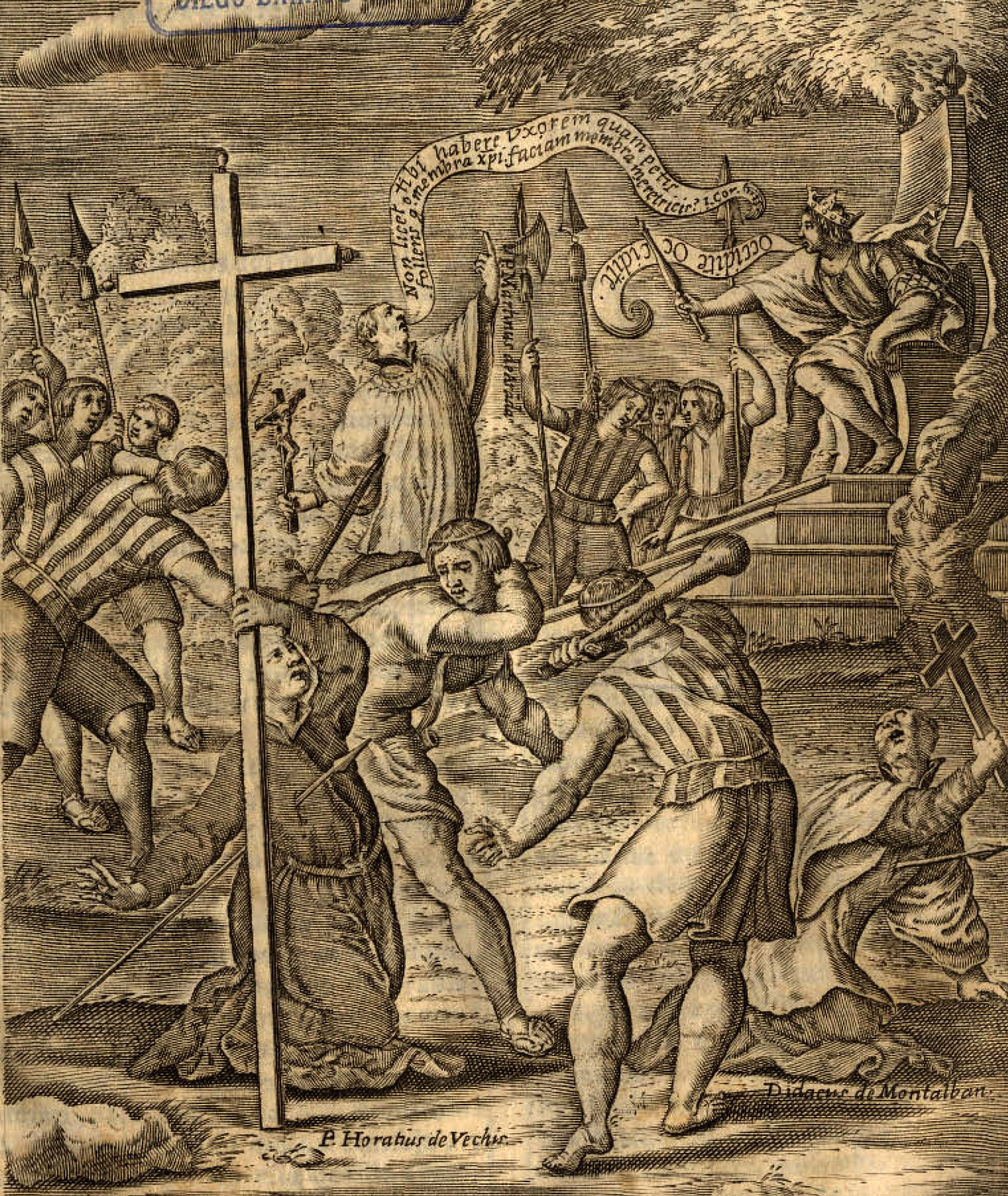
Jesuítas martirizados pelos índios mapuches em 1612 no Chile

As ideias de Acosta foram levadas adiante na América espanhola por Antonio Ruiz de Montoya, que trabalhou entre os guaranis do Paraná-Paraguai e escreveu o livro Conquista espiritual (1639), onde propôs a fundação de aldeamentos indígenas afastados das zonas de colonização, dando diretrizes para a organização da sua vida sociocultural e para uma evangelização mais profunda, salientando o fato de que os índios eram, por força da Conquista, súditos legítimos do rei espanhol e assim merecedores de respeito e de uma proteção oficial mais efetiva, tanto mais que seu trabalho revertia em rendas para a Coroa e as reduções espanholas funcionavam como baluartes contra a expansão portuguesa. Na mesma obra, relatou os progressos positivos que testemunhara aplicando suas ideias entre os índios e a rica e harmoniosa sociedade que conseguira estabelecer nas reduções que fundara. Enquanto isso, no Brasil, o padre Antônio Vieira se esforçava por livrar os índios da escravidão e exigia, com sucesso, do novo rei português, Dom João IV, a regularização do status jurídico e a autonomia administrativa dos povoamentos estabelecidos pelos jesuítas, fazendo o monarca ver que os interesses da Ordem não eram contrários aos da Coroa, e mais do que isso, lhes eram de auxílio. Mas, mesmo que os jesuítas trabalhassem para minimizar a dependência das reduções do Estado e o contato com os outros colonizadores, essas ligações não foram rompidas completamente. Tampouco os jesuítas se opuseram ao conceito simples da colonização europeia da América, pois ela era evidentemente irreversível e eles mesmos foram um de seus agentes mais importantes. Além disso, para os jesuítas uma evangelização centrada em núcleos urbanos novos se revelava imediatamente vantajosa, tanto pela maior facilidade de administrar o povoado desde o início de acordo com suas ideias, criando um modelo econômico auto-sustentável que facilitasse a obra catequética, como pelo fato de que se mantinham mais isolados do contato com os outros colonizadores.
Em meados do século XVII, muitas reduções já eram prósperas o bastante para desenvolver um ativo comércio com as cidades e províncias próximas, chegando a exportar muitos produtos para a Europa, incluindo instrumentos musicais e esculturas, e importando outros tantos. Em diversos casos, o seu sucesso foi, de fato, notável, superando, em muito, o nível de vida dos colonos assentados nas vilas e cidades, desenvolvendo uma estrutura administrativa e econômica muito mais eficiente e humana, e tecnologias mais avançadas. Apesar disso, o sistema missioneiro jamais se livrou de continuadas dificuldades e imprevistos. Na maior parte das missões, houve declínio na taxa de natalidade dos índios. Nas da Califórnia, se verificou uma queda populacional de 80% até o fim do século XVIII, e essa queda, se bem que não tão acentuada em outros locais, foi um fenômeno generalizado. A situação se complicou com a ocorrência de diversas pragas agrícolas, prejudicando a produção de meios de subsistência básicos e provocando períodos de fome, quando não eram as epidemias e os ataques de tribos selvagens que dizimavam ou afugentavam a população de núcleos já consolidados. 
Outro problema foi o conflito entre a constante pressão do Estado para uma aculturação rápida e a incapacidade de alguns grupos indígenas de se integrarem à civilização estrangeira no ritmo desejado pelos colonizadores, fazendo com que suas estruturas culturais originais se desvirtuassem a ponto de causar uma crise interna no grupo e a rejeição completa da proposta missioneira, revertendo para as selvas. Porém, já tendo perdido boa parte de seu conhecimento tradicional de práticas caçadoras-coletoras e guerreiras, acabaram não podendo se readaptar ao ambiente primitivo, perecendo de fome ou caindo nas mãos dos caçadores de escravos. Em outros casos, os padres eram em número insuficiente ou estavam mal-preparados, não conseguindo estabelecer laços de confiança eficientes com os índios, administrando de forma incompetente, ou acabaram desmotivados diante da aspereza da tarefa, abandonando as povoações.
O conflito de interesses entre os colonos já instalados e os missionários nunca se resolveu, e os confrontos violentos não foram raros. Foram especialmente agressivas as incursões dos contrabandistas de gado, dos que cobiçavam supostos tesouros escondidos pelos padres, dos bandeirantes no Brasil e dos encomenderos na América espanhola, buscando, nos índios, mão de obra escrava, com o resultado de mortes numerosas e destruição de muitas reduções. Por fim, nas tentativas de aproximação algumas tribos se mostraram hostis e outras se rebelaram mesmo depois de reduzidas, e as diferenças de visão entre os jesuítas e as outras Ordens e a Inquisição lhes trouxeram problemas adicionais.

### As missões na América do Norte
A conquista espanhola da América se estendeu para o norte até as regiões da Flórida, Texas, Novo México, Arizona e Califórnia, mas boa parte da região norte-leste norteamericana foi colonizada por franceses e ingleses. O território da Nova França começou a ser evangelizado no início do século XVII por jesuítas franceses, que tentaram estabelecer um sistema similar ao das reduções hispânicas, mas sem conseguirem o mesmo sucesso. Seus primeiros contatos foram com os iroqueses e algonquinos, e em seguida alcançaram a maior parte dos grupos étnicos da região, chegando até onde hoje é o Canadá, mas depois reduziram seu escopo de atuação, se concentraram nos dois grupos iniciais, e se fixaram principalmente nos arredores de Quebec e Montreal. Em parte seu trabalho foi facilitado pela inclinação comercial da colonização francesa, o que exigia a manutenção de relações mais amistosas com os índios, mas o constante estado de guerra entre as tribos, que custou a vida de muitos padres, e seu marcado espírito de independência, mais a falta de apoio da Coroa francesa e a crescente penetração de colonos protestantes ingleses, que faziam uma campanha na Europa contra a presença jesuíta, impediram que essa vantagem desse frutos importantes e se fundassem reduções estáveis.

### Fim do ciclo
De qualquer forma, no século XVIII as reduções haviam alcançado em conjunto um sucesso econômico e autonomia administrativa grandes o suficiente para que começassem a ser vistas como uma ameaça ao poder das Coroas ibéricas, e a Companhia de Jesus como um todo, que havia a esta altura acumulado riquezas imensas e conquistado um poder político comparável, passou a ser acusada de ser um antro de enganadores astutos e inescrupulosos e de tentar estabelecer um império teocrático independente na América, ao mesmo tempo em que se desencadeava uma grave querela sobre os ritos nas missões do oriente. Os jesuítas tiveram ainda de fazer face ao sentimento anticlerical fomentado pelos iluministas, o que foi agravado com seu envolvimento na disputa política de fronteiras entre portugueses e espanhóis na América do Sul. Os crescentes desentendimentos dos religiosos com o poder laico e com a própria hierarquia da Igreja acabaram por resultar na sua expulsão das colônias americanas, não sem antes ocorrerem revoltas sangrentas, como a Guerra Guaranítica no sul do Brasil. Foram banidos do Brasil em 1759 através de um decreto do Marquês de Pombal, que dois anos antes disso já havia emitido o Diretório que se deve observar nas povoações de índios do Pará e Maranhão, que para Moreira Neto foi...
"um claro instrumento de intervenção e submissão das comunidades indígenas aos interesses do sistema colonial. Nesse sentido, ampliava e completava a obra de desorganização da vida indígena tribal, inaugurada pelas missões. Ao estimular o aumento do número de colonos brancos e seu consequente domínio sobre os índios, assegurado pela manutenção e ampliação da distribuição compulsória da força de trabalho indígena entre os colonos, a prática pombalina teve um resultado mais negativo — para o futuro dos índios concretamente envolvidos no processo — do que a ação missioneira anterior, ainda que a política indigenista pombalina pretendesse aparecer como progressista e liberal".
Em 1768, por ordem do rei Carlos III, a Espanha fez o mesmo em suas colônias americanas, justificando a decisão por considerar que a Companhia se opunha ao Estado e ao bem público, sendo fechadas também todas as suas cátedras de filosofia nos colégios. Foram acusados de se colocarem indevidamente como mediadores entre a vontade divina e o livre arbítrio, de serem arrogantes, e de sustentarem interpretações excessivamente liberais da doutrina e muito condescendentes para com as fraquezas humanas, fazendo pouco caso das decisões dos cânones e concílios, o que indica que além de serem vistos como ameaça política também seu sistema filosófico e moral estava em xeque. Considerando que a sua atividade era equívoca e infrutífera, disse o enviado espanhol ao Novo Mundo, o Inquisidor-Geral Francisco Antonio de Lorenzana, encarregado de implementar o decreto e reformar o sistema de ensino religioso:

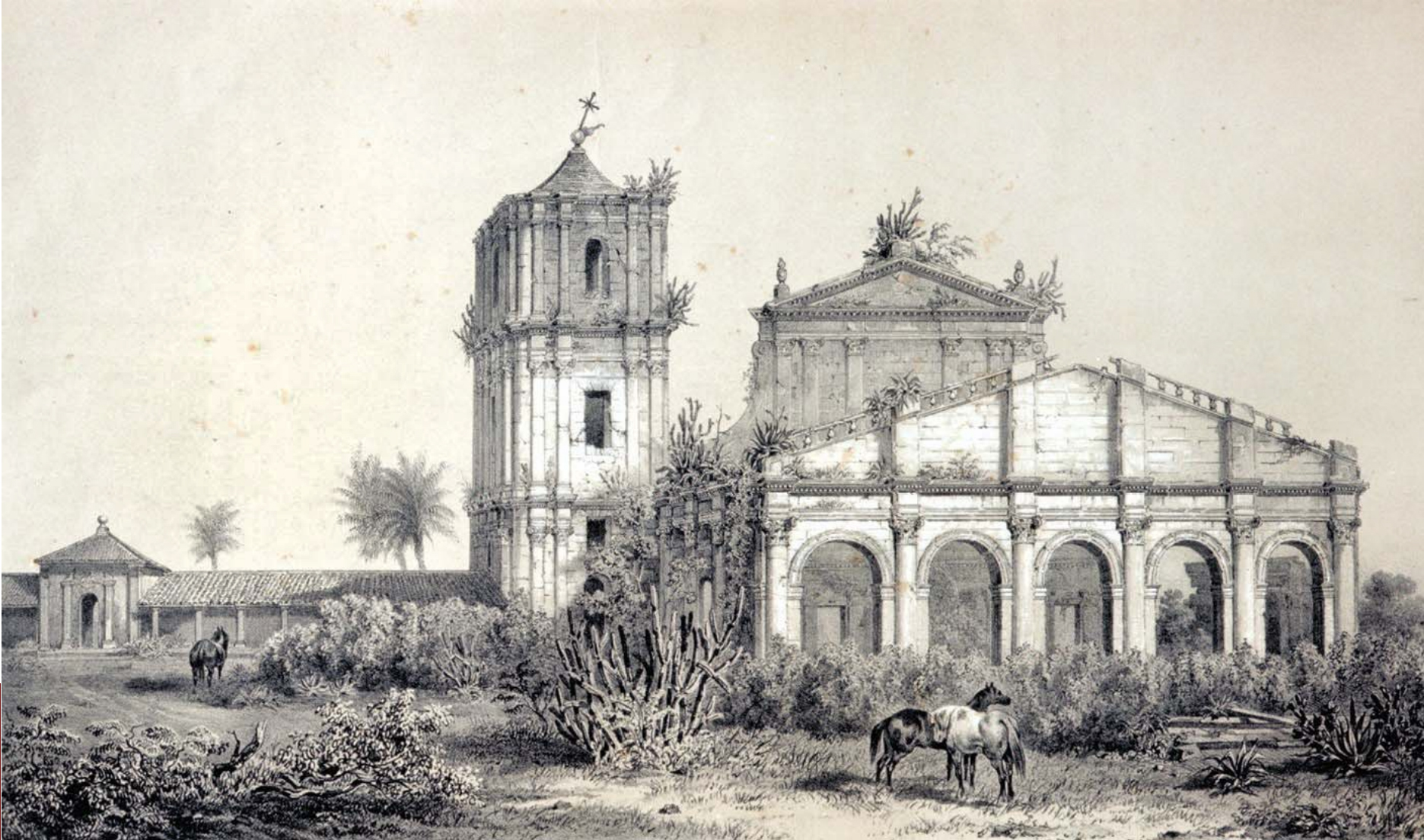
Ruínas da missão de São Miguel Arcanjo em 1846, Brasil

"Em todos os séculos se disse que o mundo está perdido, mas o seu relaxamento foi maior em algumas épocas do que em outras: o (mundo) de nossos dias vê mais frequência aos sacramentos, mais religiões fundadas, maior número de sacerdotes e ministros, maior quantidade de confessores, maior formosura e adorno nas igrejas, e mais socorro para todo o espiritual do que nos séculos anteriores. Mas com tudo isso não progrediu a reforma dos costumes, nem aumentou o fervor dos cristãos para cumprirem as obrigações de sua condição".
O golpe derradeiro, que selou o fim do projeto missioneiro, foi a dissolução da Companhia de Jesus em 1773 pelo documento Dominus ac redemptor do papa Clemente XIV, mas as reduções não foram imediatamente abandonadas. Diversas continuaram funcionando até o início do século XIX, com seu governo então dirigido por oficiais militares e um clero secular ou membros de outras Ordens, como os franciscanos, mas a dispersão foi inevitável, ocorrendo queda drástica na produção, motins, deserções em massa, aprisionamento de índios, depredações dos edifícios e saque das igrejas — somente dos Sete Povos das Missões as tropas de Fructuoso Rivera em 1828 roubaram 60 carretas de objetos preciosos e obras de arte  — deteriorando sem remédio o antigo sistema.

## A teologia prática dos jesuítas
A grande obra missionária que os jesuítas ergueram na América — e também no oriente e África — esteve intimamente vinculada a vários conceitos teológicos inovadores que eles desenvolveram. Antes disso, o terreno fora preparado pela publicação da bula Inter coetera Divinae em 1493 pelo papa Alexandre VI, que dividiu as terras recém descobertas do Ocidente entre os reinos da Espanha e Portugal e resultou na consolidação do direito do Padroado, que concedia aos soberanos português e espanhol uma jurisdição não apenas política mas também eclesiástica sobre o Novo Mundo. Sobre esta base dupla se estruturou toda a Conquista, requerendo, para ser implementada nesse molde, tanto exércitos como missionários.
Quando os estatutos da Companhia de Jesus foram definidos, em 1540, ficaram estabelecidas suas vocações principais, entre elas a de obediência total ao papa, e a obrigação de se prontificarem a ir, sem questionamentos, aonde ele indicasse para a divulgação do Evangelho, o chamado "quarto voto". Isso configurava um modelo de evangelização à imitação do apostolado imposto por Cristo para seus discípulos — da mesma forma que Cristo enviara seus apóstolos para o mundo, o papa, como vigário de Cristo, enviaria os jesuítas —, dava um tom nitidamente cristológico à sua vocação, buscando em toda parte sinais que prefigurassem o Segundo Advento, e fazia uma ligação com a teologia sincrética de São Paulo, que em sua pregação para os gregos identificara seu deus ignoto com o deus cristão. A partir dessa ligação o pensamento jesuíta se inclinou para o conceito da revelação natural, para a busca de um deus acessível a todos, um deus que vivia em todos e a todos animava, o que possibilitou que os jesuítas fossem simpáticos e tolerantes com credos não-cristãos e encontrassem inspiração na filosofia clássica pagã, a qual por sua vez já fora aproveitada pelos primeiros Doutores da Igreja como um prenúncio da doutrina de Cristo. Dessa forma, sua teologia inicial foi um produto típico do Humanismo renascentista, fazendo uma mediação entre a tradição da Antiguidade clássica pagã e o Cristianismo.

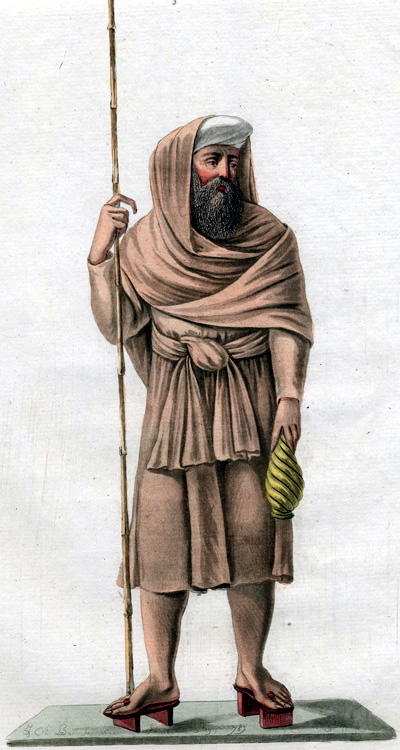
Um jesuíta das missões do oriente, vestido com costume local, ilustrando o conceito da acomodação

A liberalidade do seu pensamento foi cristalizada no conceito da acomodação (accomodatio). A acomodação interpretava a doutrina de que a Salvação só podia acontecer dentro da Igreja (extra Ecclesiam nulla salus) nos termos da possibilidade de remissão do pecado original mediante apenas a lei natural. Uma vez que Deus criara toda a ordem do universo, estava em todas as coisas e dava a todas uma espécie de iluminação interna, presente até naqueles homens que jamais haviam conhecido o Evangelho, mas que por virtude dessa luz estavam imbuídos de uma "fé implícita". Todo o mundo manifesto era, assim, a grande Igreja de Deus, e desta maneira a acomodação permitiu que os jesuítas encontrassem na fé alheia imagens comuns com o Catolicismo. Porém, essas proposições divergiam do que resolvera o Concílio de Trento, que entendera impossível a Salvação sem fé declarada e sem batismo. Ao mesmo tempo, a acomodação era tomada também em seu senso estrito, como uma capacidade de adaptação às circunstâncias e às necessidades locais da evangelização, autorizando os jesuítas a se moldarem externamente a qualquer forma de culto estranho, desde que no seu interior preservassem a "verdadeira fé", a fim de que o contato intercultural fosse satisfatório e frutificasse dentro do espírito da diplomacia, do respeito e da etiqueta. Empregando essa forma de apostolado indireto, se chocavam contra as Ordens missionárias que preferiam modos explícitos de pregação, ensinando nas ruas e exibindo ostensivamente os símbolos cristãos como o crucifixo.
Essas ideias pouco ortodoxas foram, junto com as acusações de imperialismo, interferência indevida na política, ultramontanismo e enriquecimento ilícito, as causas principais para que começassem a receber críticas de vários pensadores e clérigos importantes, inclusive gerando dissidências internas. Os críticos deploravam os efeitos que a sua ideologia estava produzindo na América, tais como o culto excessivo às imagens dos santos, que se aproximava da idolatria, e um desejo demasiado pela glória do martírio. Ao mesmo tempo, no Oriente, trabalhando com culturas de grande antiguidade e sofisticação como a japonesa e a chinesa, os jesuítas pareciam estar supervalorizando a razão, a ciência e a educação profana em detrimento da fé, e estavam introduzindo práticas estranhas no próprio ritual da missa para facilitar a adesão de neófitos orientais. Ademais, mantinham opiniões controversas sobre o livre-arbítrio e a predestinação, e atraíram a inveja de outras Ordens pela vasta influência conquistada sobre o papa e os Estados, e por serem até antes da ascensão de Carlos III os confessores prediletos dos reis da Espanha, e também, durante algum tempo, dos reis da França. Enfim, a inundação da Europa com uma profusão de relatos maravilhosos e excitantes dos jesuítas sobre sua experiência com um vasto número de culturas exóticas, algumas delas com filosofias próprias que podiam competir com a tradição clássica em termos de sutileza e profundidade, começou a abalar, ainda que involuntariamente, a noção de superioridade da civilização cristã, instilando nela o germe do relativismo. Elisabetta Corsi, pesquisadora do Colegio de México, sumarizou a situação nos seguintes termos:
"Fiéis ao mandato de Inácio de 'achar Deus em todas as coisas e todas as coisas em Deus', os jesuítas missioneiros [...] trataram de harmonizar o ideal cristão com as diversas manifestações culturais e religiosas dos povos com que interagiram. Sua atitude, amiúde audaz e liberal, mas não isenta de eurocentrismo e de uma certeza intrínseca na unidade e superioridade do Cristianismo, gerou intensos debates na Europa durante muito tempo. Os testemunhos escritos desses debates quase sempre refletem posturas extremadas: passam da glorificação à demonização, e intimam para que adotemos um partido, seja daqueles que os vêm como colonizadores sem escrúpulos, seja dos que os percebem como místicos sobrenaturais. Quando essas tensões se tornaram intoleráveis a Companhia foi suprimida em vários países, culminando com sua dissolução definitiva em 1773".

## A organização das missões

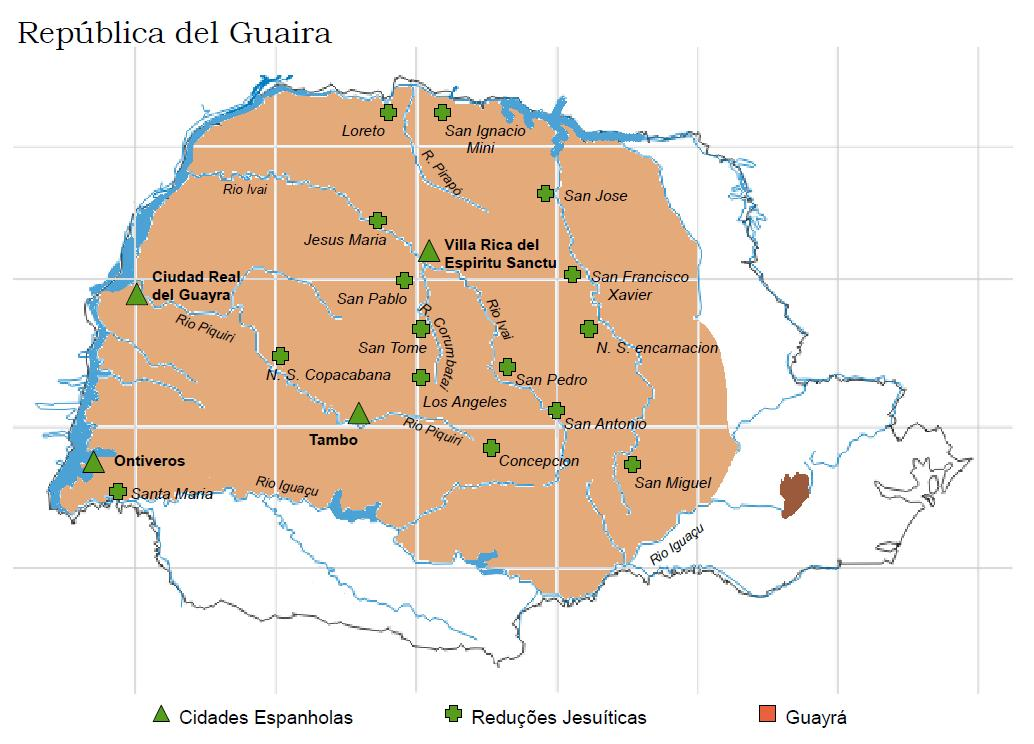
Mapa do estado atual brasileiro do Paraná mostrando a região do Guayrá em marrom. Missões jesuítas estão marcadas com cruzes e assentamentos espanhóis com triângulos

As reduções eram concebidas de forma a se desenvolverem de forma auto-sustentada, conforme havia prescrito Loyola nas Constituições da Ordem, onde cada domicílio da Companhia ficava obrigado a funcionar com independência, e por isso deviam possuir todos os equipamentos e estruturas necessários para tal, tornando-se na prática grandes empresas industriais e agropecuárias. Nesse processo chegaram a constituir verdadeiras cidades, muitas delas com milhares de habitantes, compostas por um núcleo urbano principal com as habitações, igreja, colégio, presídio, mercado e oficinas diversas, e grandes áreas em torno dedicadas às lavouras e criações de gado. Se sua economia não resultava lucrativa o suficiente, muitas vezes eram sustentadas em parte pelos rendimentos que a Companhia de Jesus obtinha em outras atividades, como as operações de crédito, ou com doações da nobreza.

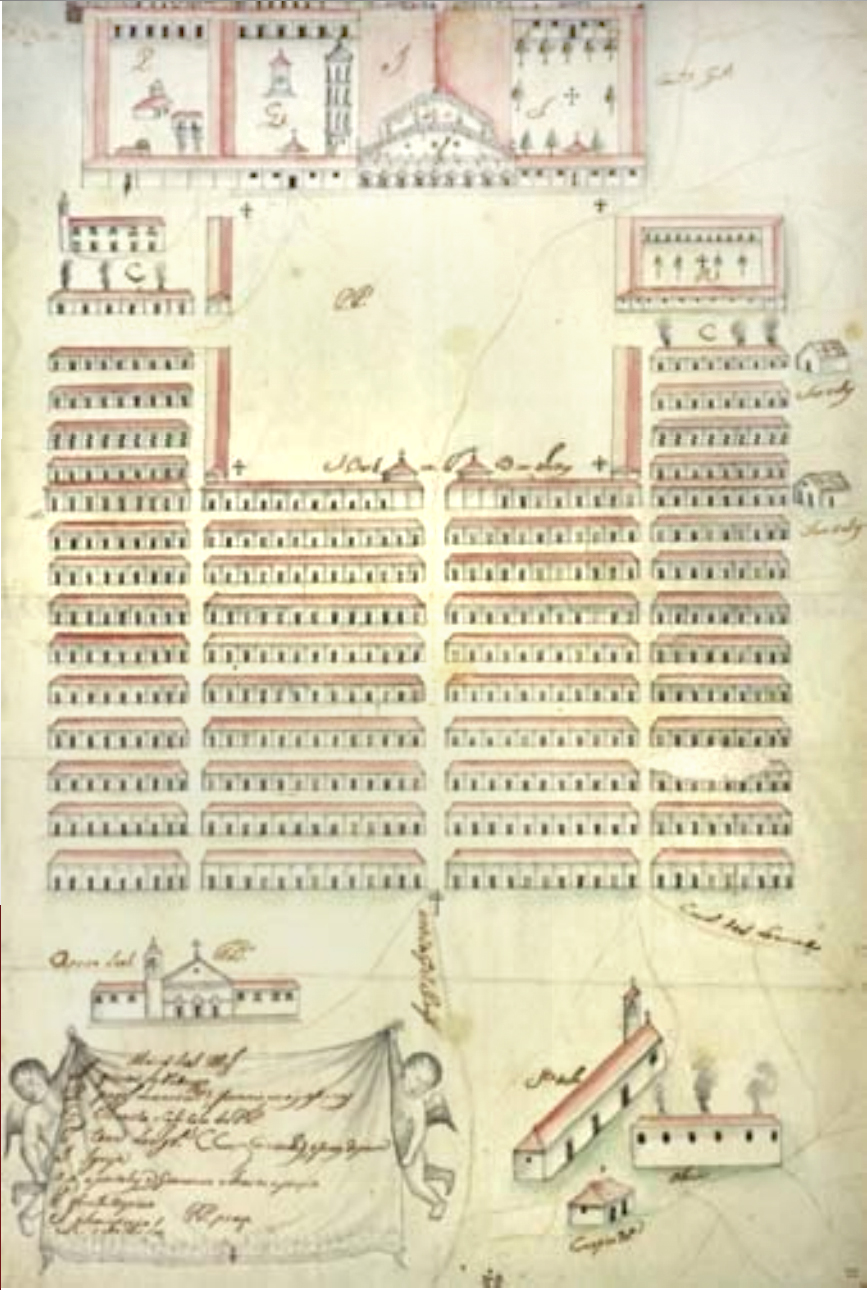
Planta da redução de São Miguel Arcanjo, Brasil

Antes que tudo isso pudesse se concretizar era necessário em primeiro lugar reunir a população-alvo, convencendo-os das vantagens da vida em uma redução. Para que o primeiro contato fosse possível se recorria a algum índio do mesmo ramo linguístico do povo que se pretendia atrair, servindo de intérprete, e com o tempo surgiu a figura do missionário itinerante, já conhecedor de várias línguas e da geografia local, e perspicaz na psicologia própria dos índios. Nem sempre os índios se deixavam levar de imediato, e podia ser necessária uma aproximação lenta ao longo de anos, com várias trocas de presentes e promessas, ou com o convite para que algum representante indígena visitasse uma redução já em funcionamento. As inteligentes técnicas de contato e interação usadas pelos jesuítas os colocam entre os primeiros etnólogos da América, mas mesmo assim muitas tribos nunca aceitaram sua proposta, como os mapuches do Chile, cujas hostilidades contra os jesuítas acabaram em martírios, e alguns guaranis do Paraguai, para quem a troca da vida nômade por uma sedentária, justo quando a introdução do cavalo na região tornara os deslocamentos mais fáceis, não pareceu atraente.
A diversidade de contextos geográficos, culturais e econômicos impediu que se criasse um modelo urbano único para todas as reduções americanas. Houve reduções modestas, quase apenas um pequeno rancho para um grupo de poucas dezenas de pessoas, e outras muito maiores, com milhares. Em algumas delas não houve grandes preocupações de uma organização pré-estabelecida estrita, e foram crescendo informalmente de acordo com as necessidades ou possibilidades, mas em geral as reduções se estruturaram de forma racional e avançada para sua época, com um planejamento urbano regular e eficiente, destacando-se especialmente as da região de fronteira entre Brasil, Bolívia, Paraguai e Argentina. Nessa região, que muitos consideram a mais representativa de todo o projeto missioneiro, a povoação se definiu em torno de uma grande praça quadrangular, em cujo centro se instalava uma grande cruz e uma estátua do santo protetor. De um lado se erguiam a igreja, com casas anexas para viúvas e órfãos, uma escola, o claustro dos missionários, um cemitério e as oficinas; atrás da igreja se cultivavam o pomar e a horta. No lado oposto ficavam as moradias dos índios, e nos lados restantes estabeleciam o Conselho da missão, uma portaria, uma hospedaria, um relógio de sol e uma prisão. Em torno às vezes cavavam trincheiras e erguiam um muro para proteção contra os ataques de indígenas selvagens e as expedições predatórias dos bandeirantes. A igreja era o único edifício mais elaborado e ornamentado, e os demais eram pavilhões simples. Esse modelo podia apresentar variações na disposição dos elementos e na quantidade de edifícios, mas seu esquema básico permaneceu em linhas gerais constante. Para Luiz Custódio, os povoados guaranis,
"Originados no contexto colonial espanhol, ... também utilizaram as diretrizes administrativas e as referências urbanas vigentes para estruturar uma tipologia peculiar, morfológica e funcional, que pode ser considerada como uma variante da organização espacial espanhola adequada a um programa e a uma situação política e administrativa própria. No que se refere às etapas por que passaram os ordenamentos urbanos no sistema reducional, podem-se reconhecer duas fases referentes à estrutura espacial interna onde as variáveis, território, arquitetura e organização espacial interagem, diferentemente: a primeira fase (século XVII), em que as povoações iniciais devem ter atendido às orientações genéricas das Leis das Índias e que, em princípio, correspondem às descrições dos inúmeros pequenos povoados –  aldeamentos ou pueblos de índios – empreendidos durante a colonização espanhola e portuguesa na América. A segunda fase, quando a redução missioneira adquire sua autonomia compositiva e funcional em relação ao traçado da cidade colonial espanhola, moldando características próprias, estruturando um  modelo espacial reconhecível. Este pode ser denominado de tipologia urbana missioneira uma vez que caracterizou, distinguiu e permite identificar, especialmente, as reduções da Província Jesuítica do Paraguai".

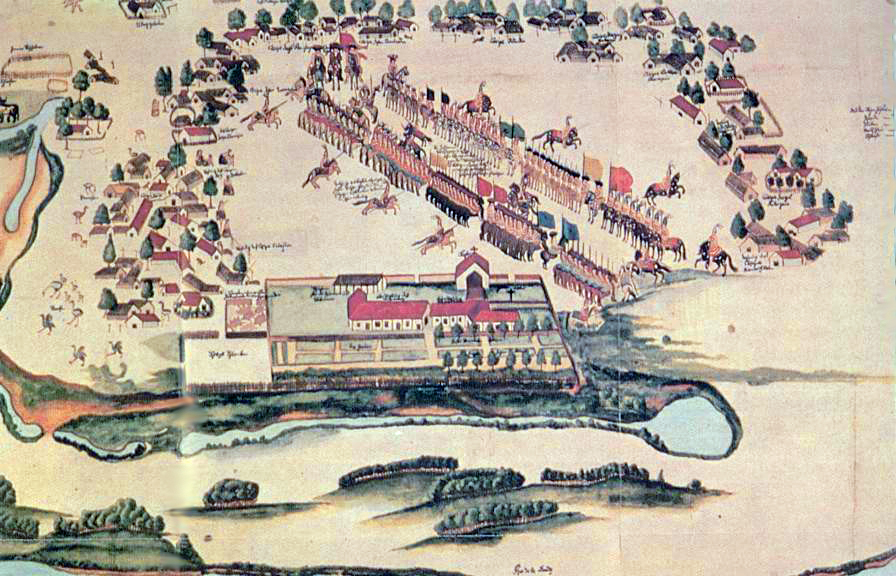
Florian Paucke: uma redução guarani, mostrando, ao centro da praça, um exercício da cavalaria, no século XVIII. Para defender-se de ataques, algumas reduções foram autorizadas a manter milícias armadas.

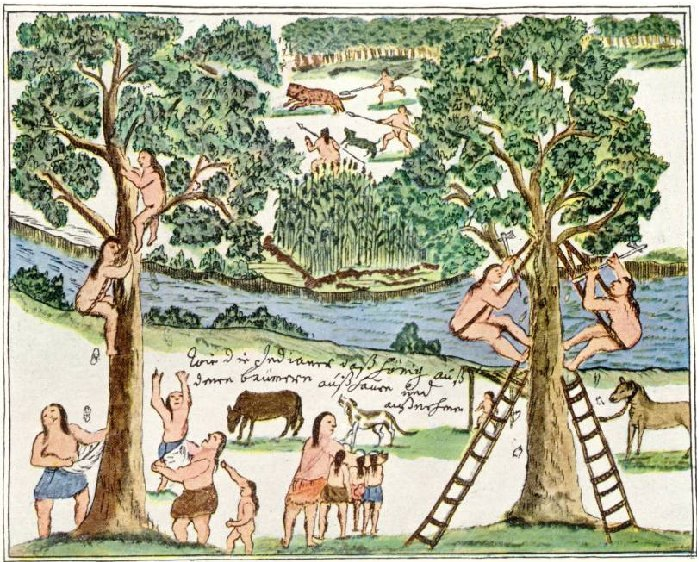
Florian Paucke: Colheita do mel, século XVIII

O governo civil era exclusivamente indígena e respeitava as hierarquias tribais. Consistia de um Conselho eleito por votação renovada anualmente, composto por oficiais, administradores, fiscais de justiça e representantes dos bairros da missão, todos sob a égide de um cacique geralmente hereditário. A administração da justiça ficava a cargo dos jesuítas, mas era frequente a consulta ao cacique para qualquer decisão, e a execução das penalidades era deixada para oficiais índios. Como poucos eram os crimes, os castigos usualmente eram leves. Raramente se utilizava a prisão ou se condenava ao exílio, considerado a desgraça suprema. Todos recebiam tratamento igualitário, salvo alguns oficiais e o cacique, que podia levar um cetro e na igreja se assentava em posição de destaque. Havia ainda, no caso excepcional das reduções do Paraguai, uma força militar considerável, composta por soldados espanhóis e guerreiros indígenas, armados com equipamento produzido localmente e em parte importado. Eram instruídos em tática e estratégia e na arte de construir fortificações, mas o uso de armas de fogo pelos reduzidos paraguaios só se possibilitou graças a uma dispensa especial da Coroa espanhola em vista do constante ataque dos bandeirantes. A eficiência desse exército se comprovou na vitória da Batalha de M'Bororé, que afastou os predadores da região por quase um século e garantiu a sua posse para a Espanha. Em outras reduções a presença militar era bem menor, e estava mais envolvida com a disciplina interna e com a proteção contra outros índios não reduzidos.
A cada família, se atribuía uma porção de terra, hereditária, destinada a fornecer o seu sustento privado com o plantio de culturas diversificadas de legumes e frutas próprias de cada região, e de algumas básicas como o milho, batata, algodão e feijão. Outras áreas eram "propriedade de Deus", cujos frutos revertiam para a comunidade, e onde o índio deveria trabalhar dois dias por semana, numa jornada que durava cerca de seis horas. Os instrumentos de trabalho eram de propriedade coletiva e seu uso estava sujeito a prioridades estabelecidas pelos padres. Não se usava dinheiro nas reduções, mas o fumo, mel e milho serviam, às vezes, como moeda de troca. Entretanto este sistema tinha papel pouco relevante, pois os centros comunais de abastecimento forneciam o que faltasse. Com o tempo a pecuária se desenvolveu consideravelmente, criando-se enormes rebanhos de gado. O comércio também prosperou, tanto entre as regiões próximas como para o exterior, com a exportação de gêneros como mel, couro, frutas, tinturas, instrumentos musicais e esculturas para a Europa em troca de papel, livros, tecidos, agulhas e anzóis, ferramentas, instrumentos de cirurgia, metais e sal. Os lucros se aplicavam em investimentos internos e pagavam os impostos exigidos pela Coroa. Resistindo em rebaixar o nível de vida e reduzir o abastecimento de gêneros para os índios quando era necessário investir recursos para manter o ritmo de desenvolvimento geral da redução, os padres muitas vezes se viram obrigados estabelecer fazendas e estâncias independentes com objetivos basicamente de lucro ou suprimento alimentício suplementar. Essas instalações separadas empregavam o trabalho dos escravos negros, e às vezes eram administradas pelos jesuítas em conjunto com os índios, o que evidencia a grande diferença de tratamento que era dispensado a cada uma das duas etnias não-brancas, e que é um dos paradoxos da proposta humanitária jesuíta. Índios também trabalharam em fazendas, mas nesse caso seu trabalho era remunerado.
Havia, também, um serviço de cuidado aos doentes em todas as reduções, contando com um grupo de enfermeiras instruídas pelos padres. Faziam rondas diárias pelo povoado e davam relatórios detalhados para seus superiores sobre as condições de saúde dos reduzidos. Com isso, dificilmente alguém morria sem receber atendimento médico e a extrema-unção. Os remédios eram feitos principalmente com ervas conhecidas pelos índios, se mantinha uma farmácia junto dos colégios, e foram compilados manuais médicos para uso prático, mas os relatos sobre epidemias de doenças vindas da Europa são frequentes, e nesses momentos se tolerava o auxílio dos curandeiros tribais.

### Cotidiano
A vida numa comunidade missioneira seguia uma rotina precisa. Antes do amanhecer, tocava-se o sino para despertar. Seguiam-se a oração individual, as crianças eram acordadas, assistia-se à missa e, às 7 horas, os trabalhos do dia eram distribuídos. Nesta hora, as crianças recebiam o desjejum e logo oravam. Às 8 horas, realizava-se a visita aos doentes e enterravam os mortos. Depois, os demais tomavam um desjejum. Em seguida, se dirigiam aos diversos afazeres e as crianças iam às aulas. Entre 11 e 12 horas, havia o almoço, seguido de um descanso de uma hora, para depois voltarem ao trabalho. Das 16 horas em diante, havia o catecismo, novas orações, lanche, reunião para novo culto e depois o jantar. Entre as 20 e 21 horas, os fogos eram apagados e a aldeia dormia. Nos dias santificados, o trabalho era proibido, aos domingos havia uma missa solene, e em dias de grandes festejos realizavam-se encenações teatrais, danças comunitárias, procissões, profissões públicas de fé e às vezes autoflagelações, combates simulados e concertos de música, em celebrações coletivas que podiam durar todo o dia.

### Práticas religiosas
Os primeiros jesuítas a chegarem na América imaginaram que os nativos não possuíam religião, pois não encontraram templos e nem imagens de culto. Com o maior contato, logo perceberam que não era assim, mas passaram a considerar a religião indígena como confusa e cheia de erros, ainda que alguns de seus mitos e lendas os impressionassem por verem neles prefigurações da doutrina cristã. A tendência geral, contudo, era interpretar essas similitudes como uma paródia da "verdadeira fé" que o diabo inventara para enganar essas gentes "ingênuas".

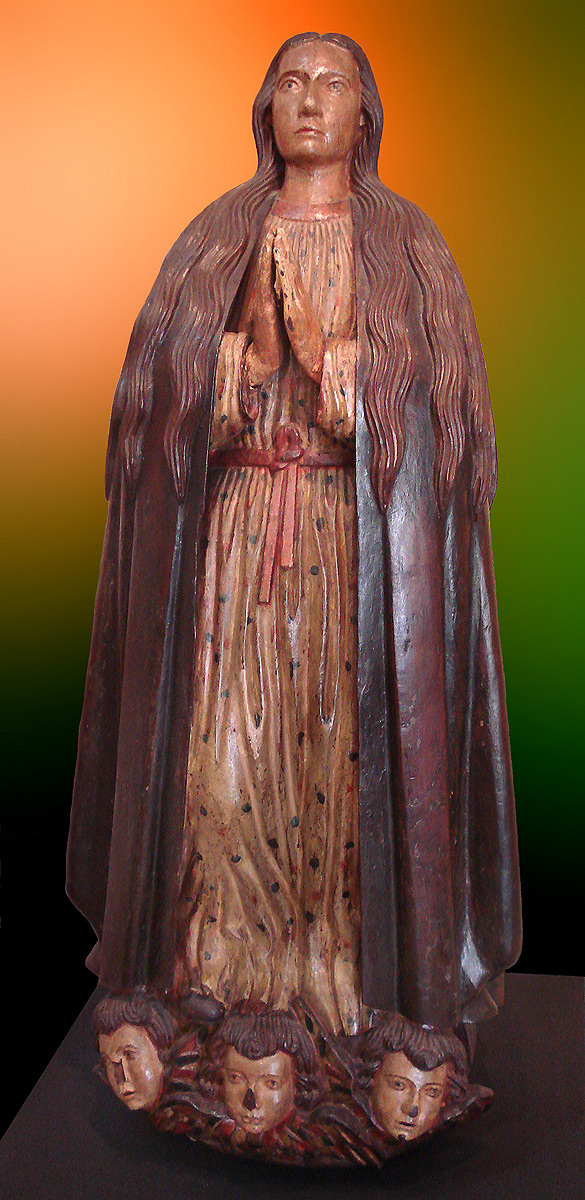
Nossa Senhora da Conceição, Sete Povos das Missões, acervo do Museu Júlio de Castilhos. Notam-se os traços indígenas da face e dos cabelos longos e lisos

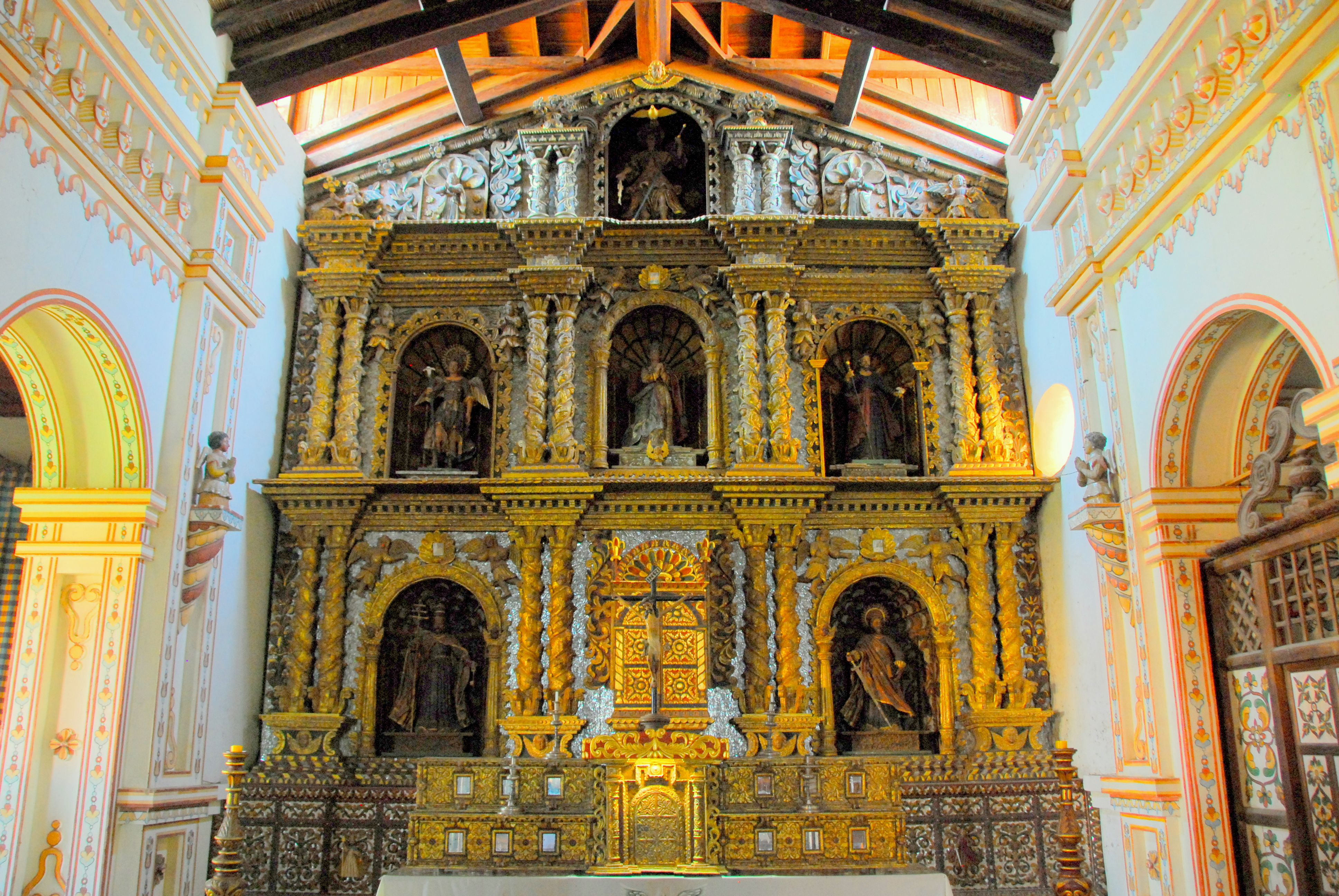
Altar da igreja de San Rafael de Velasco na missão de Chiquitos, em Santa Cruz, na Bolívia

Relatos de época informam que os reduzidos nunca chegaram a desenvolver grande compreensão das sutilezas da doutrina Cristã, sendo considerados extremamente inábeis em assuntos espirituais e tudo o que envolvia elaboração mental abstrata e originalidade segundo os critérios europeus. Em certa época, os europeus chegaram a duvidar que fossem mentalmente aptos para entender e receber os sacramentos, mas as opiniões sobre esse tema eram polêmicas até mesmo entre os próprios jesuítas, pois outros relatos dizem que eles tinham facilidade para absorver os ensinamentos. A interpretação indígena da doutrina cristã, na verdade, muitas vezes evidenciou ter sido heterodoxa, considerando os ritos e sacramentos como uma forma de magia e não como um instrumento de reconciliação com Deus. Alguns padres afirmavam que os índios padeciam de uma inconstância natural, e tão rápido como se convertiam ao cristianismo podiam rejeitá-lo e voltar aos seus cultos originais.
Algumas práticas religiosas indígenas foram inteiramente abolidas, como todas as formas de magia, a cremação dos cadáveres e a ingestão ritual de suas cinzas, mas houve tolerância para com o consumo de ervas alucinógenas e a dança durante a missa, compreendendo que isso tinha uma função socializante. A comunhão era frequente, muitos a recebiam toda semana; se formaram diversas sociedades piedosas, e o culto aos santos, em especial à Virgem Maria, foi comum e muitas vezes intenso. Relatos de Visitadores da Igreja e Inspetores da Coroa repetidamente louvaram o zelo religioso das comunidades, a devoção dos índios, seu espírito fraterno, sua moral em constante aprimoramento e sua lealdade para com os líderes. Para enfrentar o desafio da evangelização os jesuítas desenvolveram uma série de estratégias a fim de ganhá-los para Cristo, se valendo às vezes da crença largamente difundida entre os indígenas de que os europeus eram dotados de poderes mágicos ou eram seres divinos. Foi especialmente importante o uso pedagógico que os jesuítas fizeram da arte, em particular a música, o teatro e a dança, pelas quais os índios mostravam grande apreço, um método que eles já desenvolviam na Europa com sucesso e que se tornou um de seus instrumentos mais eficientes para a catequese e a conversão. Foram feitas também muitas referências ao festivo modo de cultuar a divindade que se desenvolveu entre as reduções, e que reunia no momento único da missa, a culminação da catequese, todas as artes dentro do cenário teatral da igreja ricamente decorada. Um trecho de um documento antigo que descrevia o trajeto devocional da Via Sacra é ilustrativo:
"... incensam, cantam os músicos algum trecho devocional e o versículo, e o padre diz sua oração. Logo se senta diante da capela em uma rica cadeira... e os oficiais e cabos em seus assentos correspondentes. Começam as danças. Oito, dez ou mais dançam alguma de suas danças devotas diante do Santíssimo Sacramento, vestidos de anjos ou com seus trajes alegóricos. Direi como foi. Saem vestidos dez de asiáticos com incensadores com uma porção generosa para que dure toda a dança. Dispõem-se em filas, começam a incensar o Senhor, com reverências até o chão, como era o costume de seu povo, e ao mesmo tempo cantam o Lauda Sion, e com vozes belíssimas, quase todos sopranos. Cantam com vagar, no compasso da incensação. Depois todos repetem mais rápido, dançando e cantando, e prosseguem variando duas ou três vezes. Dois deles cantam uma segunda vez o Quantum portes tantum aude, etc., incensando e cantando com pausa, e repetem todos o Lauda Sion; dançam, e cantam mais depressa. Com esta ordem vão cantando todo o hino sagrado... Concluída a missa, tira o padre a custódia entre o sonoro e devoto estrondo de quantos instrumentos há no povoado: violinos, harpas, baixos, clarins, tambores, tamborins e flautas; acompanham-no acólitos com incensários de prata e outros enchem o piso de flores".
O sucesso da obra evangelizadora dos jesuítas é variado. Algumas reduções foram casos de completa e sincera conversão dos grupos indígenas à fé católica, como nas de Juli no Peru e Tepotzotlán no México, mas elas se tornaram notórias por serem exatamente exceções nesse aspecto. Na maior parte das vezes, os nativos jamais aderiram integralmente ao novo credo, e continuaram mantendo muitas de suas práticas religiosas tradicionais. Não foram raros os pajés e xamãs que permaneceram como focos de resistência, por vezes dissimulando uma aceitação dos ritos católicos mas na verdade se apropriando de suas formas externas para continuarem em segredo o culto aos seus próprios deuses, imitando os gestos de bênção, usando cruzes e organizando cerimônias onde ofereciam hóstias de mandioca e taças de beberagens feitas de ervas mágicas. Muitos índios mantinham reserva sobre a confissão, crendo que, com ela, os padres apenas queriam saber o que se passava em suas vidas privadas a fim de poder controlá-los, e outros continuaram a ver as doenças como obra de espíritos malignos, a fazer previsões a partir do comportamento dos animais, e alimentar tabus a respeito dos mortos, entre outras crenças. Alguns grupos não conseguiram desenvolver a noção de pecado, e rejeitaram a intermediação de um sacerdote para comunicação com suas divindades. Por outro lado, também se encontram muitos relatos de como o contato com a religião cristã levou ao abandono de hábitos tais como o da embriaguez, da poligamia, do infanticídio, do assassinato por vingança e do canibalismo. Há até mesmo relatos de curas milagrosas após o contato com relíquias de santos cristãos.

### Educação e cultura
A questão educativa foi entendida desde o início como central para garantir qualquer futuro para o projeto missioneiro, pois era vista como alavanca privilegiada para todo progresso social, econômico, moral e religioso. Nessa questão, de imediato se colocou o problema da comunicação entre os europeus e os índios, que falavam uma multidão de línguas desconhecidas. O preparo dos jesuítas na Europa já previa essa dificuldade, e lhes dava sólidos conhecimentos de linguística e de oratória, ao mesmo tempo em que os capacitava como professores hábeis e os ilustrava com grande cultura geral, incluindo formação artística. Sua metodologia educativa, sistematizada no compêndio Ratio atque institutio studiorum Societas Jesu (1599), era tão eficiente que a Ordem foi reconhecida como uma das mais eruditas da Europa, e vários de seus membros se destacaram como polímatas. Mas mais do que eruditos, seguindo a orientação de Loyola para que os conhecimentos abstratos fossem postos ao serviço das demandas do cotidiano (usus, non praecepta), se tornaram mestres na arte da persuasão e na adaptabilidade ao contexto diversificado que encontraram na América.
A atuação dos jesuítas quanto às línguas nativas se revelou ao mesmo tempo protetora e destrutiva. Protegeram-nas sistematizando-as e dando-lhes grafia latina, o que permitiu sua perenização através de bibliografia impressa e o seu estudo pelos linguistas europeus, e em alguns casos a sua reconstituição moderna quando se extinguiram ou desvirtuaram mais tarde. Também as protegeram contra a política colonial oficial, que preferia antes a completa erradicação das culturas nativas e uma europeização total dos povos conquistados. Mas por outro lado o uso que delas fizeram para a propagação da nova fé em muitas ocasiões as desfigurou profundamente, o conhecimento reunido pelos padres foi muitas vezes usado pelos outros colonizadores para dominarem mais facilmente os indígenas, e o progressivo desaparecimento dos pajés levou com eles a prática da "palavra inspirada", uma das mais importantes formas de preservação através das gerações da eloquência política, dos mitos e das tradições tribais.

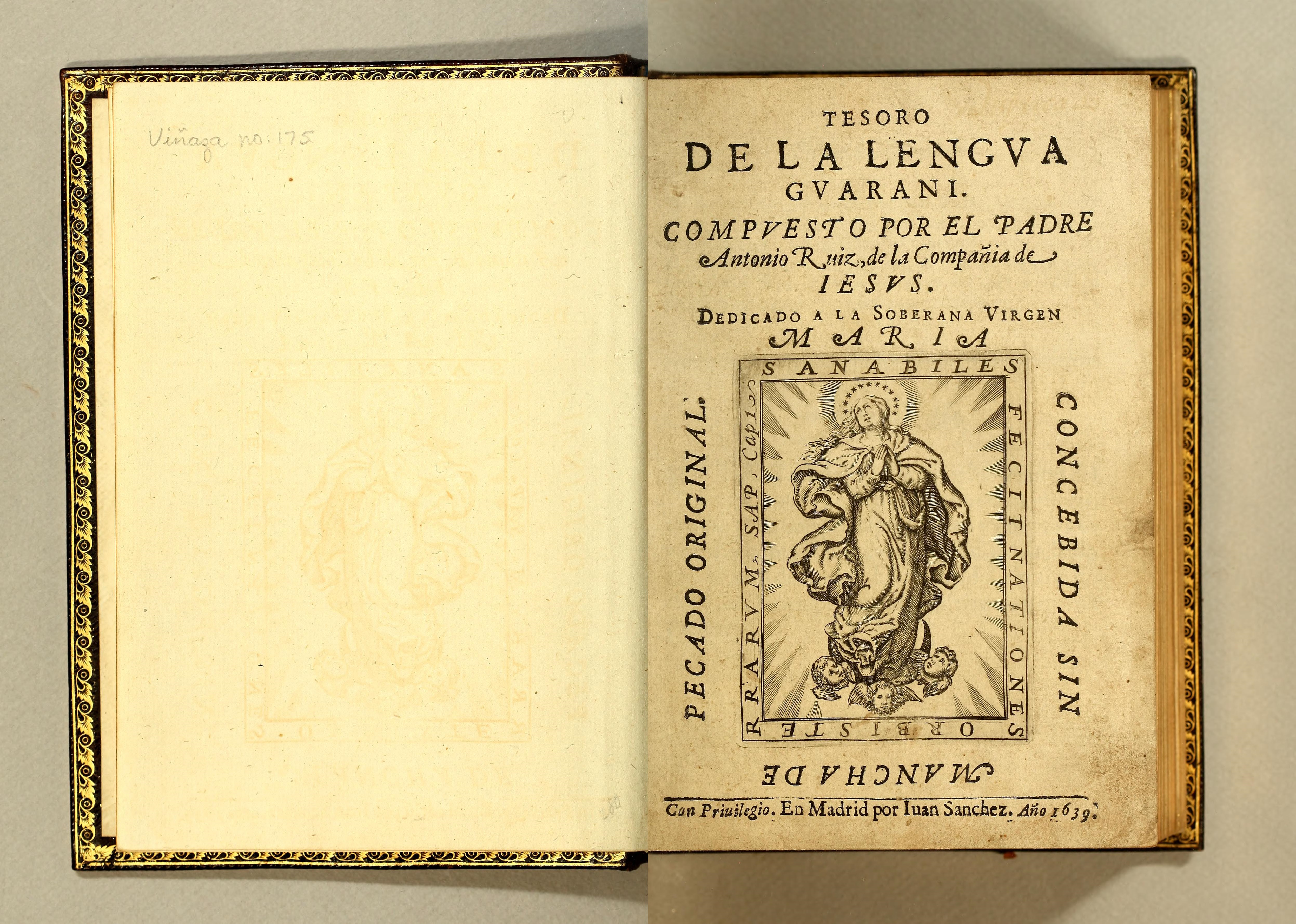
Tesoro de la Lengua Guaraní, 1639, escrito pelo jesuíta peruano Antonio Ruiz de Montoya. Foi o primeiro dicionário guarani-espanhol.

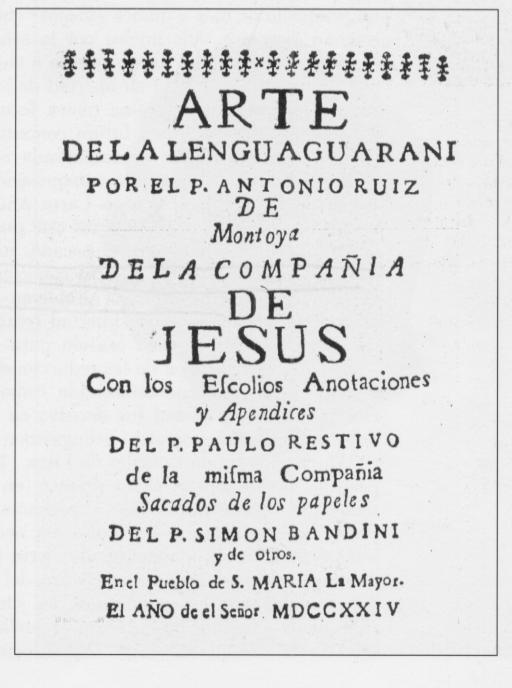
Arte de la Lengua Guarani de Antonio de Montoya, edição de 1724

É preciso notar que nem sempre os jesuítas dominaram as línguas nativas, alguns até se recusaram a fazê-lo, e mesmo durante a ministração dos sacramentos às vezes era necessário um intérprete, o que deu origem a disputas entre a hierarquia do clero e se complicava no caso da confissão dos pecados, que deveria ser um assunto de completa privacidade. O testemunho do fundador da Província do Paraguai, Nicolás Durán, confirma a importância da fluência no vernáculo, dizendo que nas casas onde os superiores não falavam a língua os ministros eram tão letárgicos que se tornavam uma vergonha para Companhia, e dizia que nesses casos o trabalho ficava todo para os versados no idioma, enquanto os outros se entregavam à preguiça. No Brasil também era enfatizada a utilidade do conhecimento idiomático a fim de que se obtivesse a confiança dos índios e autoridade sobre eles, e para, evidentemente, doutriná-los melhor. Mas em linhas gerais se pode dizer que os jesuítas se tornaram grandes linguistas, e sua habilidade nesse campo se tornou notória. Foram os primeiros autores de gramáticas e dicionários em vernáculo ou bilíngues, e produziram boa quantidade de obras literárias, a maior parte ligada à catequização. Em 1700 foi fundada a primeira gráfica missioneira na Missão de Loreto, na Argentina, e ali foi produzido, pelo indígena Juan Yapai em 1705, o primeiro livro impresso neste país, um Martirológio Romano. Outras produções incluíam calendários, tabelas astronômicas e partituras. As missões também geralmente possuíam uma boa biblioteca. A de Loreto contava com mais de trezentos livros, a de Corpus Christi cerca de quatrocentos, Santiago mais de 180, e Candelária a cifra, assombrosa para a época, de 4 724 volumes.
A eficiência da pedagogia jesuítica se prova nos poucos anos que eram precisos para uma redução entrar em pleno funcionamento, mas existem relativamente poucos estudos que aprofundaram esse tópico e a controvérsia sobre seus resultados é grande. Era dada atenção especial à educação das crianças, consideradas "anjos inocentes" e "o bem e o remédio desta terra", já que elas aprendiam com mais facilidade, podiam transmitir o conhecimento aos adultos e mais tarde ensinar as outras gerações. Muitos índios adultos nunca foram capazes de receber uma educação além da mais elementar. Havia separação de sexos nas escolas, e se seguia uma política de aproveitamento das capacidades e talentos individuais. Os filhos dos caciques e dos oficiais eram alfabetizados em vernáculo, castelhano e latim, o que tem dado margem a uma opinião muito generalizada de que o ensino dos padres foi elitista, mas isso provavelmente decorre da simples percepção das possibilidades reais, e existem alguns documentos que sugerem uma abrangência bem maior do estudo do que se tem pensado.
Há relatos de índios muito habilidosos com as letras, como foi o caso do cacique Nicolás Yapuguay, da redução argentina de Santa Maria, que escrevia em guarani com grande clareza e elegância, tendo dois de seus livros impressos, um deles um catecismo em espanhol e um livro de sermões em guarani. O índio Melchor escreveu a história de sua aldeia Corpus Christi, e o índio Vásquez, de Loreto, era também um bom escritor. Os restantes eram educados através do ensino oral, do trabalho e da arte. As aulas gerais não eram ministradas pelos padres, encarregados da administração da comunidade, mas por um professor contratado ou por algum índio já educado, sob a supervisão dos religiosos. Entretanto, diariamente, algum padre assumia as classes por determinado tempo para ministrar a educação religiosa. De manhã, era dado o catecismo no vernáculo, e à tarde na língua do reino. Chegando a noite, o padre reunia alguns índios talentosos para ensinar música na igreja. No Vice-Reino do Peru, os primogênitos dos caciques eram, muitas vezes, mandados para uma escola na capital, já que os caciques eram o elo de ligação principal entre as autoridades coloniais e os índios, e se supunha que uma educação mais aprimorada fosse capaz de formar futuras lideranças com conhecimento maior dos costumes europeus e, assim, mais capazes de se integrarem ao sistema administrativo da colônia. Essa educação parece ter tido êxito, mas não foi usada pelos novos caciques da forma pretendida pelo governo espanhol, e vários deles encabeçaram rebeliões mais tarde, como foi o caso de Túpac Amaru II.
Para a fixação dos povos indígenas e construção dos povoados foi dado um ensino prático em técnicas de agricultura e pecuária, e elementos de arquitetura, cantaria, carpintaria e fundição. Gradativamente foi sendo dada uma formação adicional em artes diversas, que incluíam escultura, pintura, gravura, poesia, música, teatro, oratória e ciências para aqueles que mostravam mais capacidade.

#### Artes

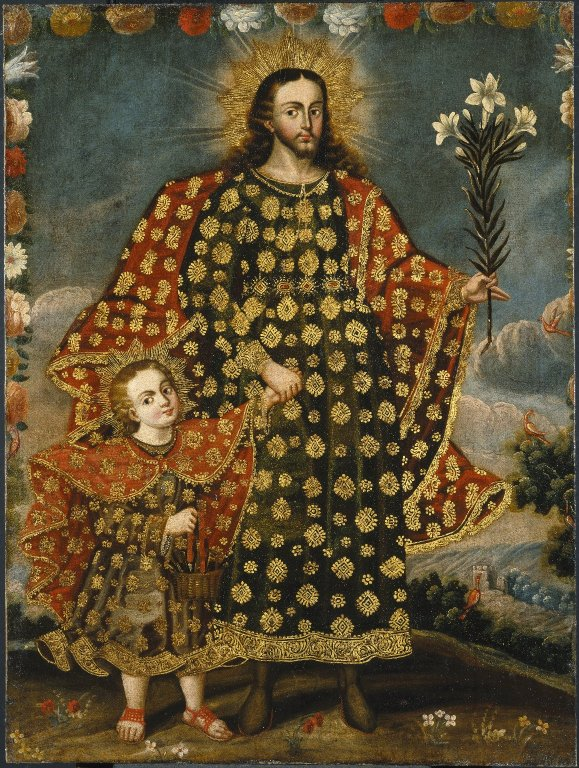
Escola cuzquenha: São José e o Cristo menino, séc. XVII-XVIII

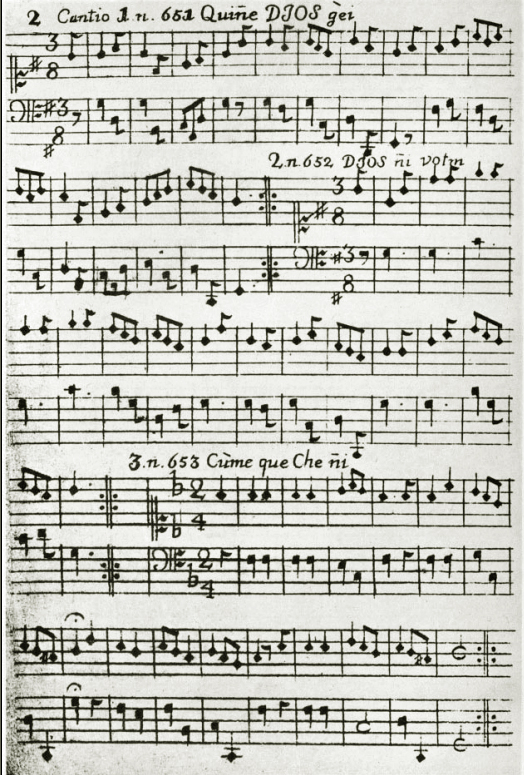
Página do Cancioneiro Chilidungu, com dezenove partituras que Bernardo de Havestadt incorporou ao II volume de sua obra sobre a língua dos índios mapuches do Chile. A letra das canções, publicadas em separado, é em mapuche e trata de conceitos básicos da fé cristã.

Os jesuítas se tornaram conhecidos por seu pragmatismo e sua adaptabilidade às necessidades locais, e isso vale também para a arte que introduziram nas Américas. Lúcio Costa observou que suas manifestações apresentam formas diversificadas, de acordo com os hábitos e meios nativos, e com características de estilo variando de acordo com os sucessivos períodos. Embora isso não fosse uma regra diversos padres eram artistas consumados, e sendo oriundos de várias partes da Europa, possuíam em conjunto uma formação artística absolutamente multifacetada, de modo que não é possível definir um "estilo jesuítico-missioneiro" a não ser em linhas muito amplas e indistintas, sendo caracterizado acima de tudo pelo hibridismo, mas eles têm sido associados com o Maneirismo tardio e em especial com o Barroco da Contra-Reforma, reproduzidos em solo americano em uma vasta gama de adaptações e sínteses ecléticas onde não faltou a contribuição do gosto indígena, diversidade que fez Bailey considerá-la a menos unificada de todas as escolas artísticas de sua época. Mesmo reduções próximas podiam apresentar uma arte de traços muito contrastantes. O objetivo central no transporte da arte européia para a América foi usá-la como instrumento de catequese, e seu manifesto ecletismo é outro dos resultados da doutrina da acomodação.
A facilidade dos índios para as diversas artes era famosa e sua capacidade de imitação de modelos formais europeus causava espanto nos próprios missionários. Dizia o Padre Sepp:
"O que viram uma só vez, pode-se estar convencidíssimo que o imitarão. Não precisam absolutamente de mestre nenhum, nem de dirigentes que lhes indiquem e os esclareçam sobre as regras das proporções, nem mesmo de professor que lhes explique o pé geométrico. Se lhes puseres nas mãos alguma figura humana ou desenho, verás daí a pouco executada uma obra de arte, como na Europa não pode haver igual".
Parte do trabalho catequético dos jesuítas se valia do teatro como forma de ilustração de verdades religiosas. Encenavam-se dramas sacros, que versavam sobre a vida de santos e passagens das Escrituras, e também havia ocasiões em que eram montadas obras clássicas. Certas peças, vindas da Europa, eram traduzidas para o vernáculo, outras eram escritas nas próprias reduções. Na pintura também se registraram indivíduos com grandes dotes, como Kabiyú, produzindo entre outras coisas uma notável Virgem das Dores. Também deve ser citado o índio zapoteca Miguel Cabrera, que conseguiu ultrapassar os preconceitos ligados à sua origem e o âmbito das missões, tornando-se o maior pintor do Vice-Reino da Nova Espanha e o pintor favorito dos jesuítas mexicanos, fundando e dirigindo ainda a segunda academia de pintura do México. Mas foi especialmente brilhante a Escola de Cuzco, fundada pelos jesuítas Juan Íñigo de Loyola e Bernardo Bitti, junto com alguns outros mestres, que introduziram um estilo derivado do Maneirismo em meados do século XVI. Recebendo ao longo dos anos a influência do Barroco e contando com a participação de índios incas, um povo de sofisticada cultura própria, que deram sua própria contribuição estética, logo a escola se desenvolveu numa forma original, sincrética e de tendência fortemente ornamental, cuja influência se espalhou a partir do século XVII por todo Vice-Reino do Peru e ainda hoje permanece em atividade.
São muitos os testemunhos sobre a grande inclinação natural dos índios para a música, que foi usada desde os primeiros contatos para atrair os aborígines para fora de suas selvas. O padre Noel Berthold afirmou que o Irmão Verger podia fasciná-los de tal modo quando tocava órgão que eles permaneciam imóveis, como que em êxtase, por até quatro horas. Muitos índios chegaram a se tornar proficientes construtores de instrumentos, como Ignacio Paica e Gabriel Quiri, ou instrumentistas exímios, a exemplo de um menino de doze anos que executava com perfeição sonatas e danças cortesãs de insignes compositores europeus. Diversos dentre os próprios jesuítas eram músicos de primeira ordem, como os ditos padres Verger e Sepp, este o autor do primeiro órgão construído nas Américas, o padre Juan Vaseo, e Domenico Zipoli, cuja obra foi imensamente popular na América. Formaram-se grandes orquestras e coros, que rivalizavam com grupos de formação européia e eram convidados para se apresentar nas cidades principais. Na missão de San Ignacio, funcionou um dos primeiros conservatórios de música da América. Alguns índios até mesmo se tornaram compositores eruditos, como um paraguaio que foi coautor de uma ópera sacra sobre a vida de Inácio de Loyola, e um mexicano que compôs uma missa completa em 1560. A maior parte das partituras compostas ou executadas nas missões se perdeu após sua dissolução, mas, no século XX, diversos estudos especializados trouxeram novamente à luz uma significativa quantidade de material, como foi a espetacular descoberta em 1972 de cerca de dez mil partituras na missão de Chiquitos, na Bolívia, e já existe discografia disponibilizando parte desse acervo.

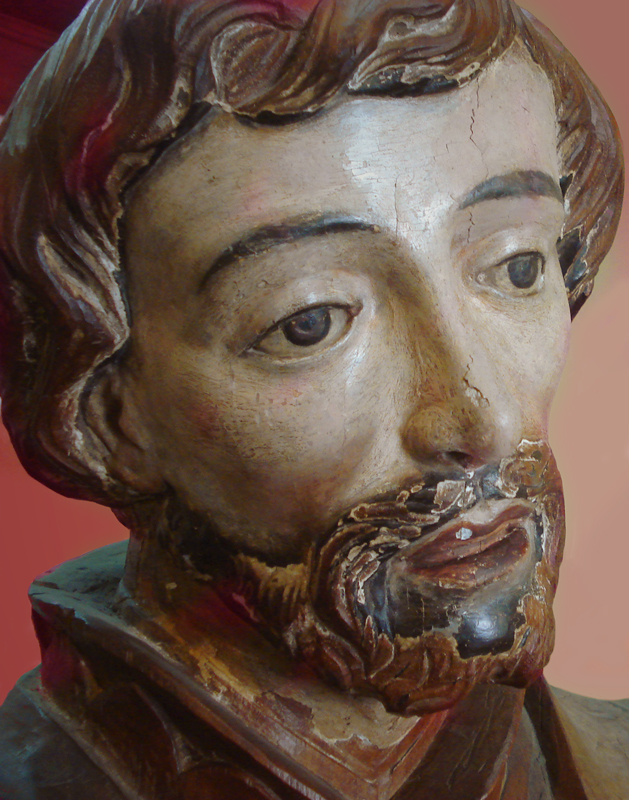
Detalhe de um São Francisco Xavier em tamanho acima do natural, procedente das missões brasileiras. Museu Júlio de Castilhos

A escultura merece uma atenção especial pela boa quantidade de exemplares remanescentes. Neste campo se encontra bem visível a mescla de traços de várias escolas e épocas artísticas européias. Também aparecem elementos claramente indígenas nas feições de algumas imagens, em certas posturas hieráticas, numa tendência à abstração das formas e nos adornos típicos, e mesmo na rusticidade de execução, sendo talvez a arte em que o elemento autóctone encontrou mais oportunidade de expressar sua individualidade atravessando o rígido arcabouço de preceitos estilísticos importados. Entretanto, se tais desvios são tomados por parte da crítica como autênticos sinais de originalidade, por outro diversos autores os interpretam como mera inépcia no mister. De qualquer forma, parece provável que as peças hoje consideradas de maior qualidade tenham saído das mãos dos próprios jesuítas, alguns dos quais possuíam um domínio superior do ofício, como os padres Johann Bitterich, José Brasanelli, Anselmo de la Matta e novamente Antônio Sepp. Aos índios cabia geralmente a participação como auxiliares, ou eram incumbidos, quando trabalhando sem intervenção direta dos padres, apenas da produção de obras menores. Mas há exceções registradas, como a do índio José, que em 1780 produziu uma estátua do Senhor da humildade e da paciência, hoje em Buenos Aires, considerada um dos marcos iniciais da arte nacional argentina. Outro aspecto a ser levado em conta é o hábito de trabalho coletivo para produção de cada peça, o que muitas vezes torna impossível a obtenção de uma homogeneidade formal em cada exemplar específico e a identificação de estilos individuais.
Também a arquitetura é digna de destaque. Os jesuítas introduziram uma notável organização urbana em seus povoados, com benfeitorias que não se encontravam em muitas cidades europeias de população comparável, com pontes, canalizações para irrigação, fontes para água e moinhos. As moradias, distribuídas em séries regulares, eram inicialmente de barro e cobertas de palha, mas em algumas reduções logo passaram a ser feitas de pedra, possuindo vários aposentos, chaminés e cobertura de telhas. Como já se disse, soluções unificadas não existiram, e quanto às igrejas, se encontram desde templos modestos erguidos com tijolo cozido ao sol e pobre decoração interna, como em algumas missões do Arizona, até grandes edifícios de pedra com fachadas ricamente ornamentadas, cúpulas e interiores luxuriantes onde o gosto barroco pelo espetacular encontrou perfeita expressão, e que constituem documentos claros da grande virtuosidade de seus melhores artistas, sem nada dever a similares europeus. Toda essa riqueza era um traço típico da arte sacra europeia daquela época, e o culto se desenvolvia com um ritual magnificente, entre a rica talha dos altares, a profusa e expressiva imaginária, tudo envolvido pela música solene do órgão, da orquestra e do coro, enlaçando a teatralidade retórica barroca com o gosto índio pelos festejos e ornamentos. As igrejas eram assim o ponto focal da vida na missão, e a arte que continham, além de ser uma oferenda a Deus, era elemento didático, pois sempre impressionou vivamente o indígena, excitando sua fantasia e ampliando sobremaneira sua suscetibilidade para a recepção da doutrina religiosa. Simples ou requintadas, as igrejas representavam em seu tempo o principal símbolo visível da nova ordem e permanecem hoje como o mais importante testemunho material da existência das reduções. Mas cabe lembrar, conforme atesta a documentação, que a principal preocupação dos padres ao erguerem uma igreja não era estética, embora esta existisse, e sim funcional. Foi notada, finalmente, a absorção de elementos da arquitetura dos povos pré-colombianos em muitas igrejas.

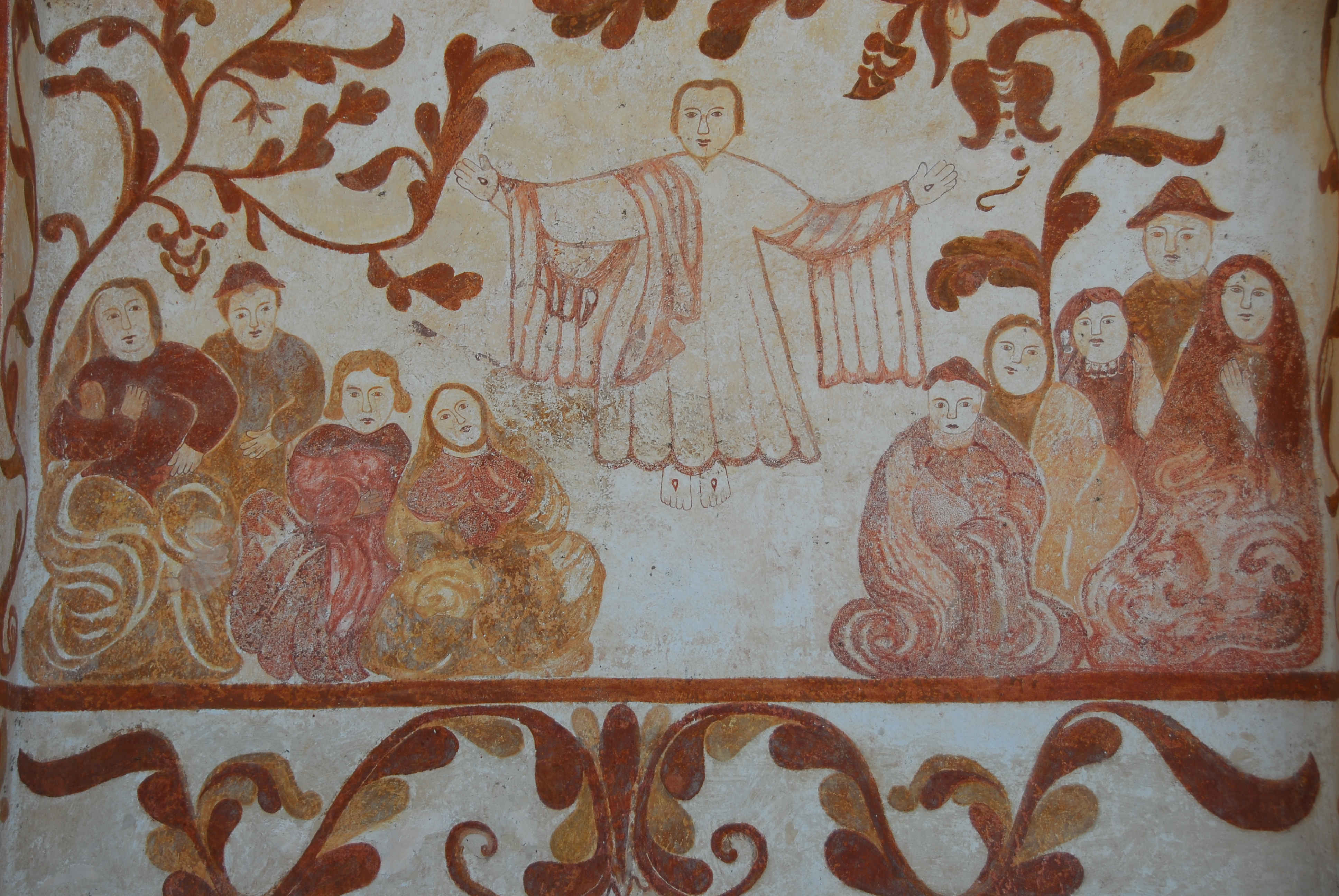
Detalhe de pintura na fachada da igreja de San Rafael de Velasco, missão de Chiquitos, Bolívia
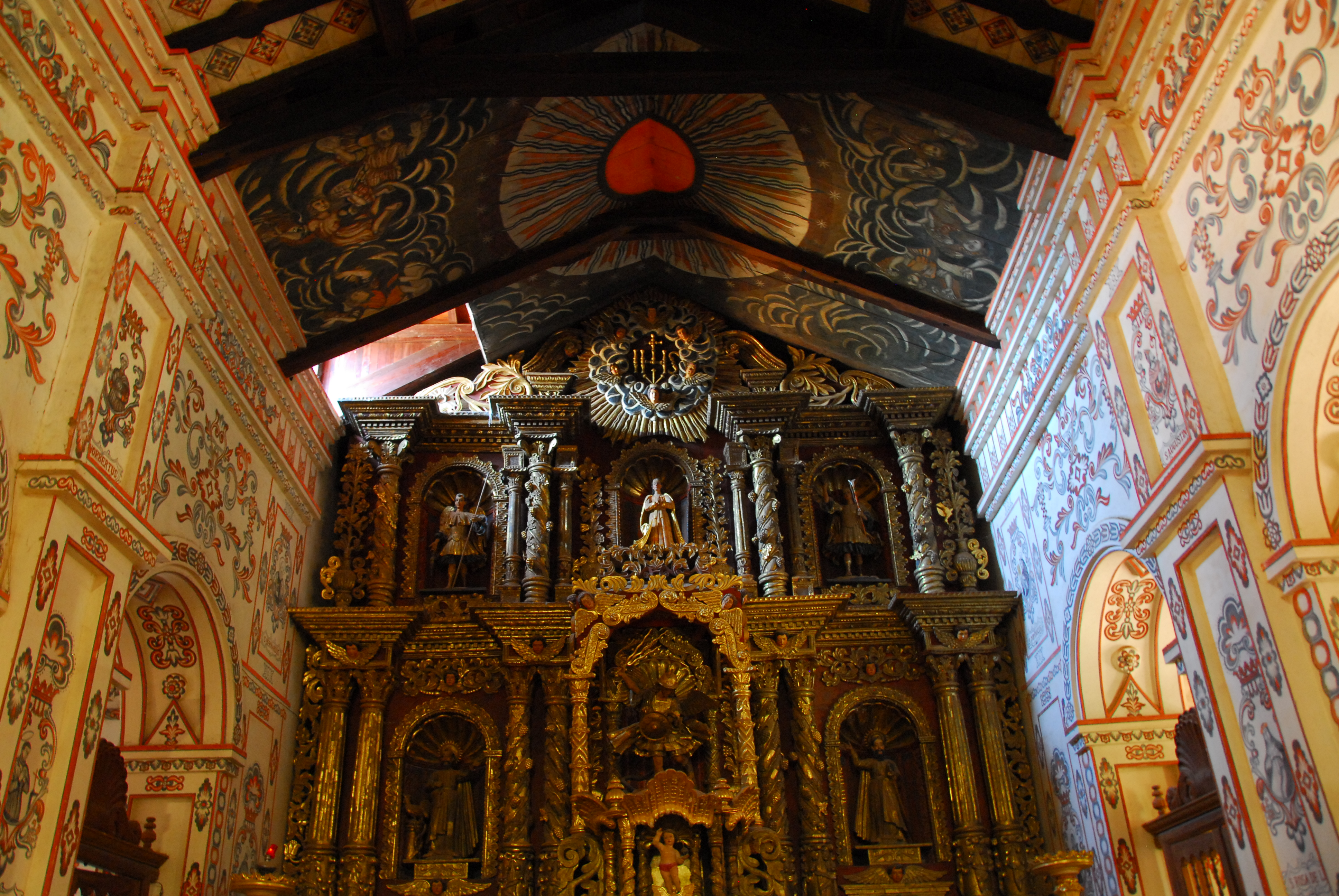
Capela-mor da igreja de San Miguel de Velasco, missão de Chiquitos, Bolivia
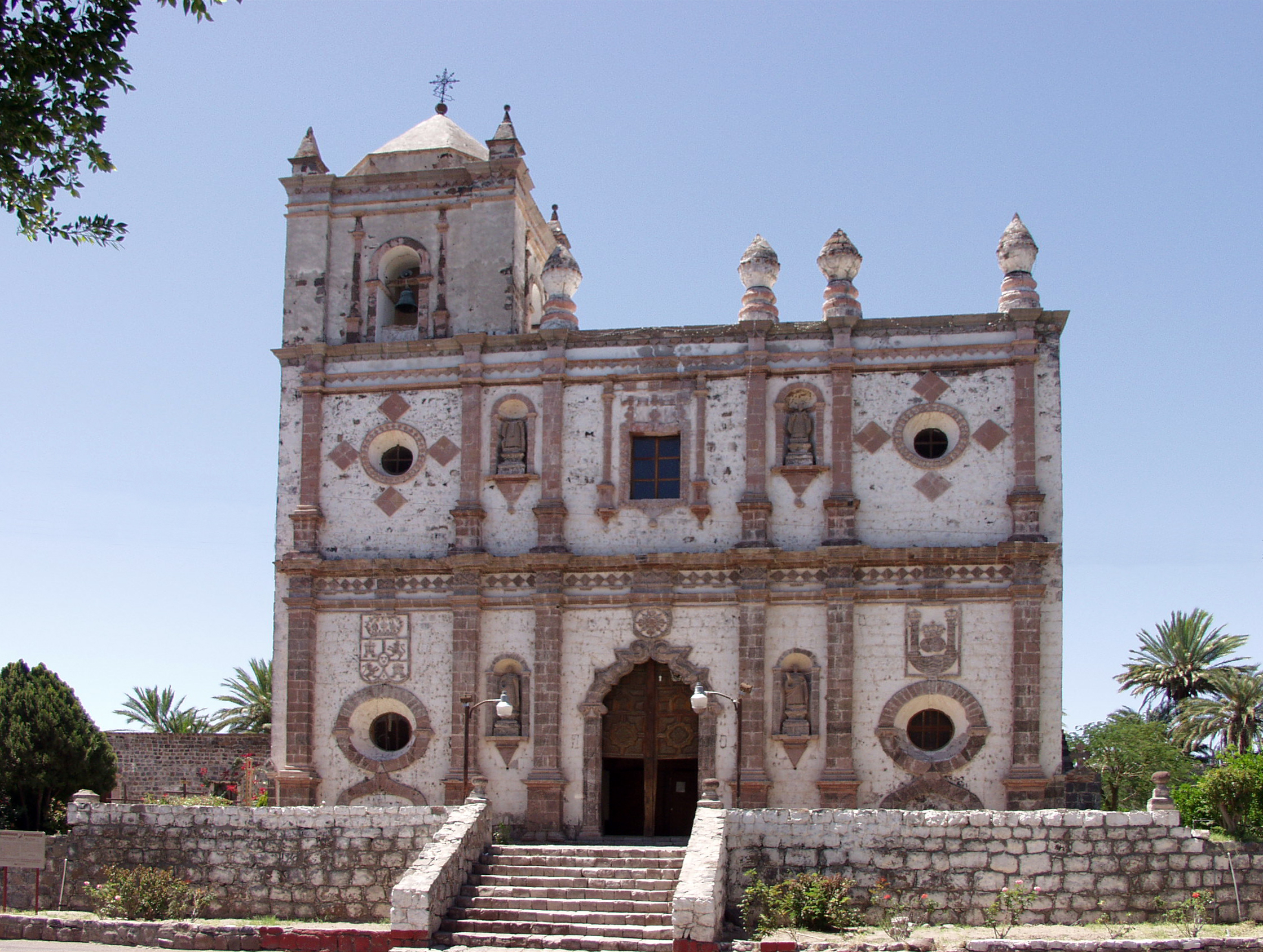
Igreja da missão de San Ignacio Kadakaamán, Baixa Califórnia, México
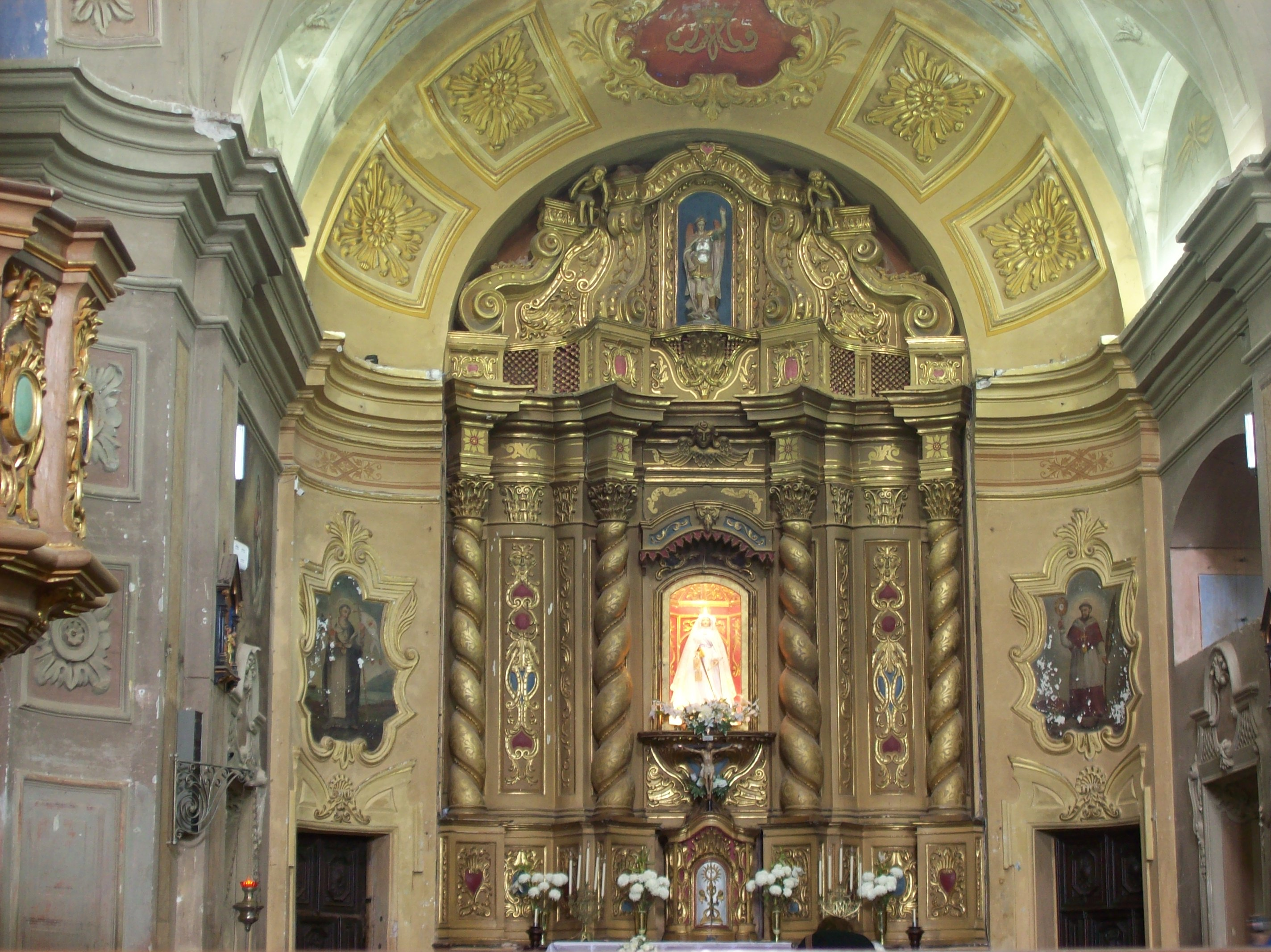
Retábulo-mor da igreja da missão de Alta Gracia, Córdoba, Argentina

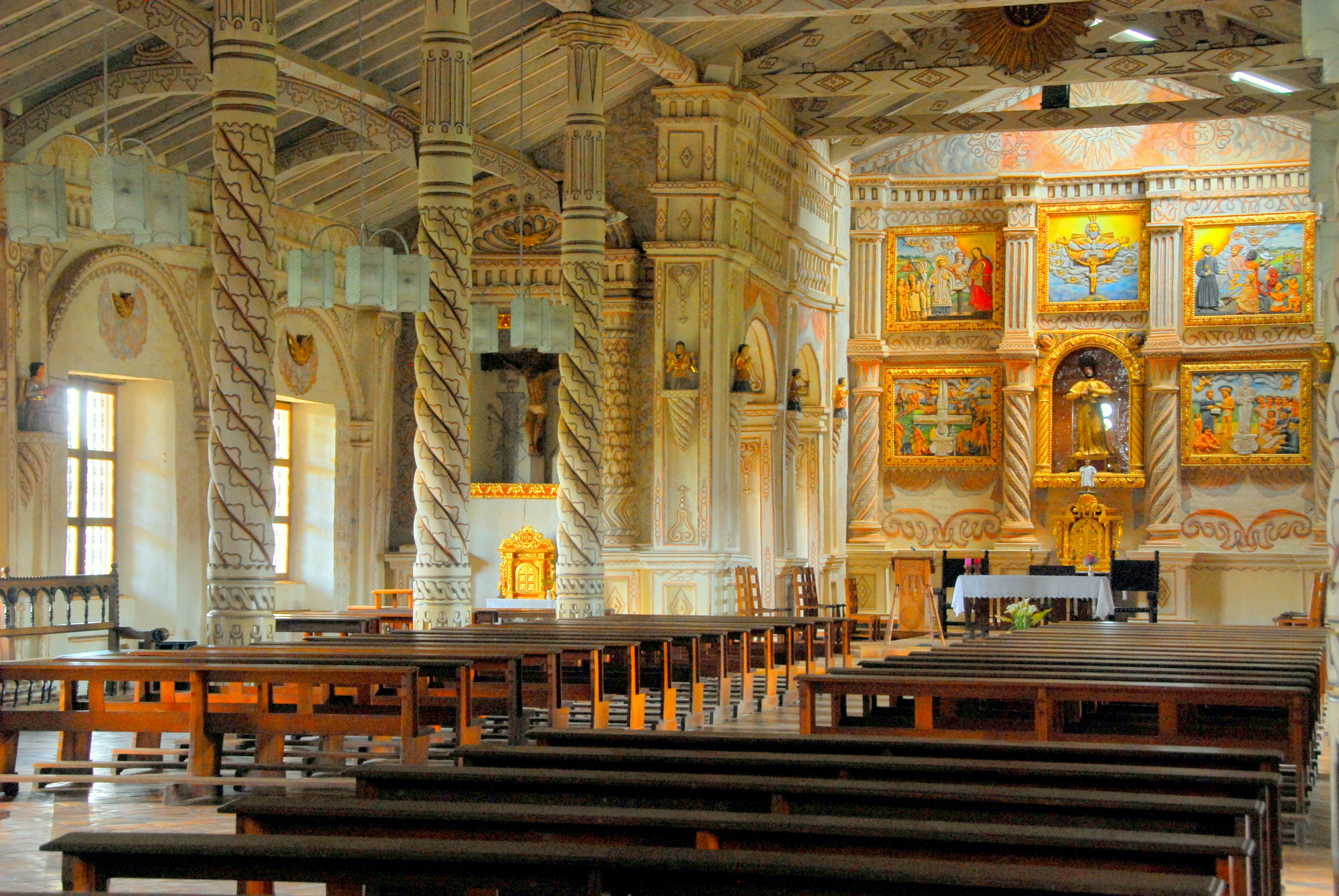
Interior da igreja de San Javier, missão de Chiquitos, Bolívia
Igreja da Concepción, missão de Chiquitos, Bolívia
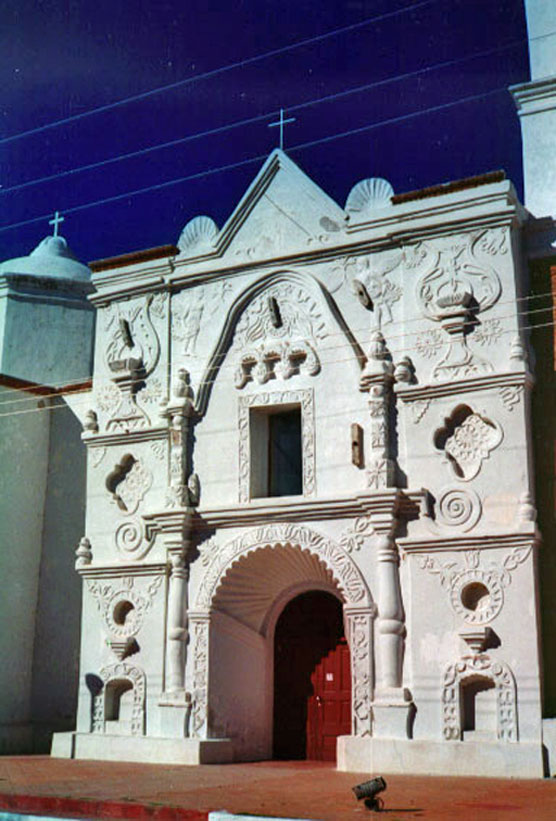
missão de San Pedro y San Pablo del Tubutama, Sonora, México
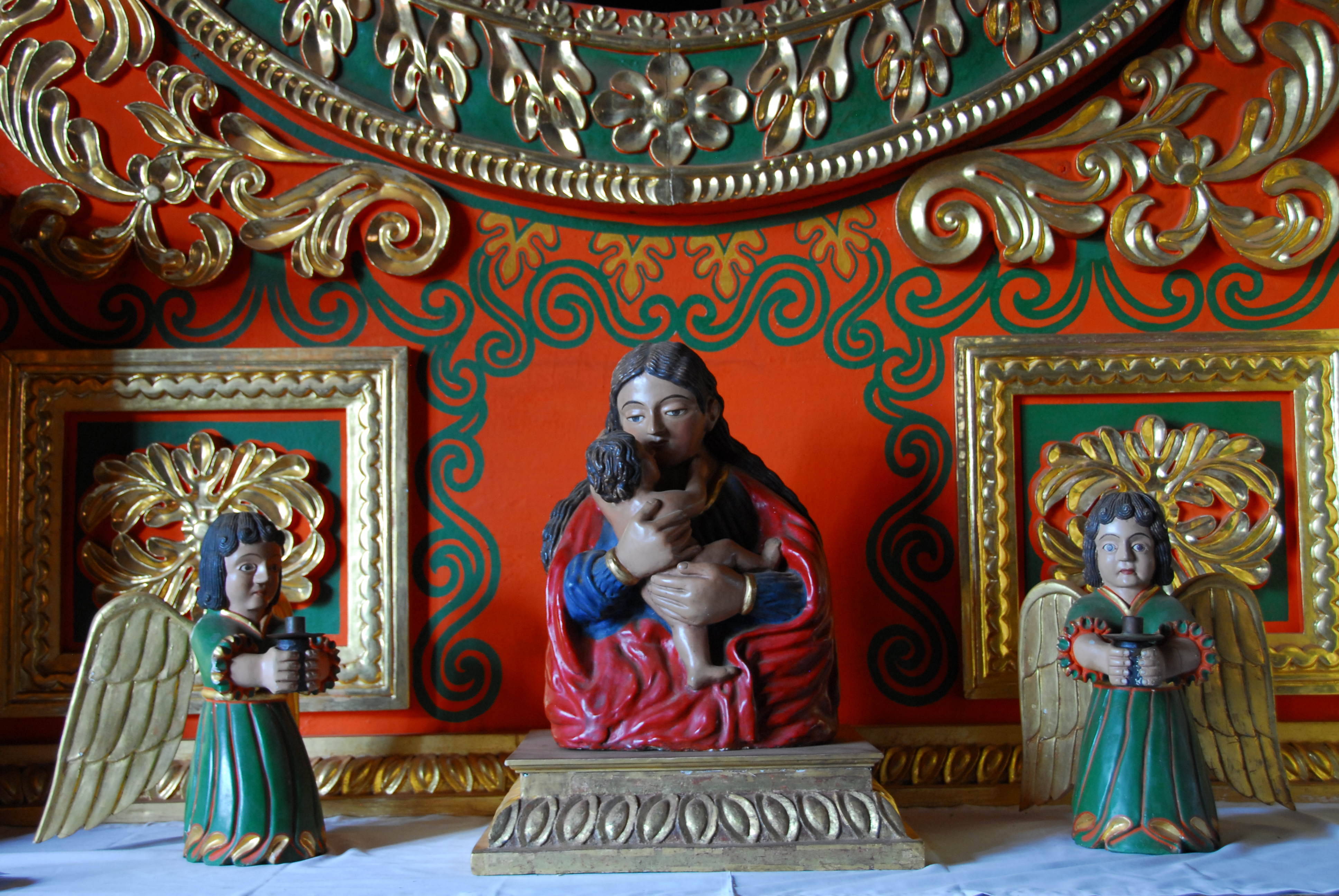
Detalhe de altar na igreja da Concepción, missão de Chiquitos, Bolívia

## O legado das missões
As missões jesuíticas foram um dos fenômenos culturais mais ricos e peculiares da história das Américas, permanecem como um tema muito fecundo para os historiadores não só da Igreja Católica, mas também interessando antropólogos, sociólogos, arqueólogos e críticos de arte, e ainda despertam reações apaixonadas. Mas os resultados globais da proposta missioneira são difíceis de avaliar, tampouco foi um sistema monolítico como se tem referido, pois as circunstâncias encontradas pelos padres por toda a América mostraram ser muito diversificadas. Trabalharam em regiões de deserto, montanha e de selva, e entre os grupos nativos que contataram estavam representantes de culturas altamente sofisticadas como a inca e a maia, mas outras vezes os povos estavam em estágios de civilização semelhantes aos da Pré-História. Os obstáculos ao estudo são aumentados pela perda de boa parte da documentação de época, embora o material sobrevivente seja de qualquer maneira farto.

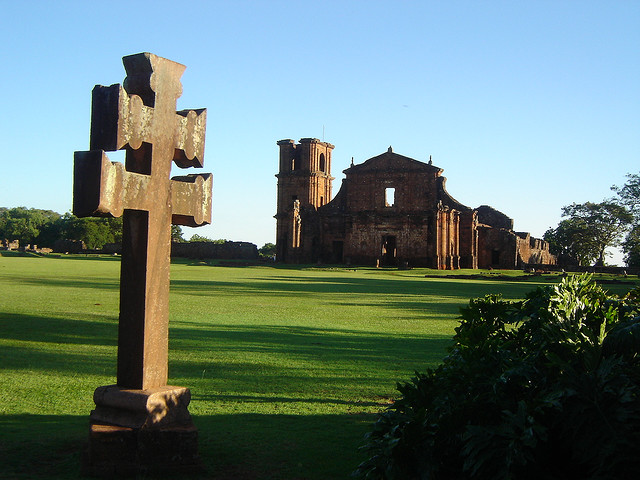
As ruínas jesuítas de São Miguel das Missões, na Região das Missões. Patrimônio da Humanidade desde 1983 no estado do Rio Grande do Sul, Brasil.

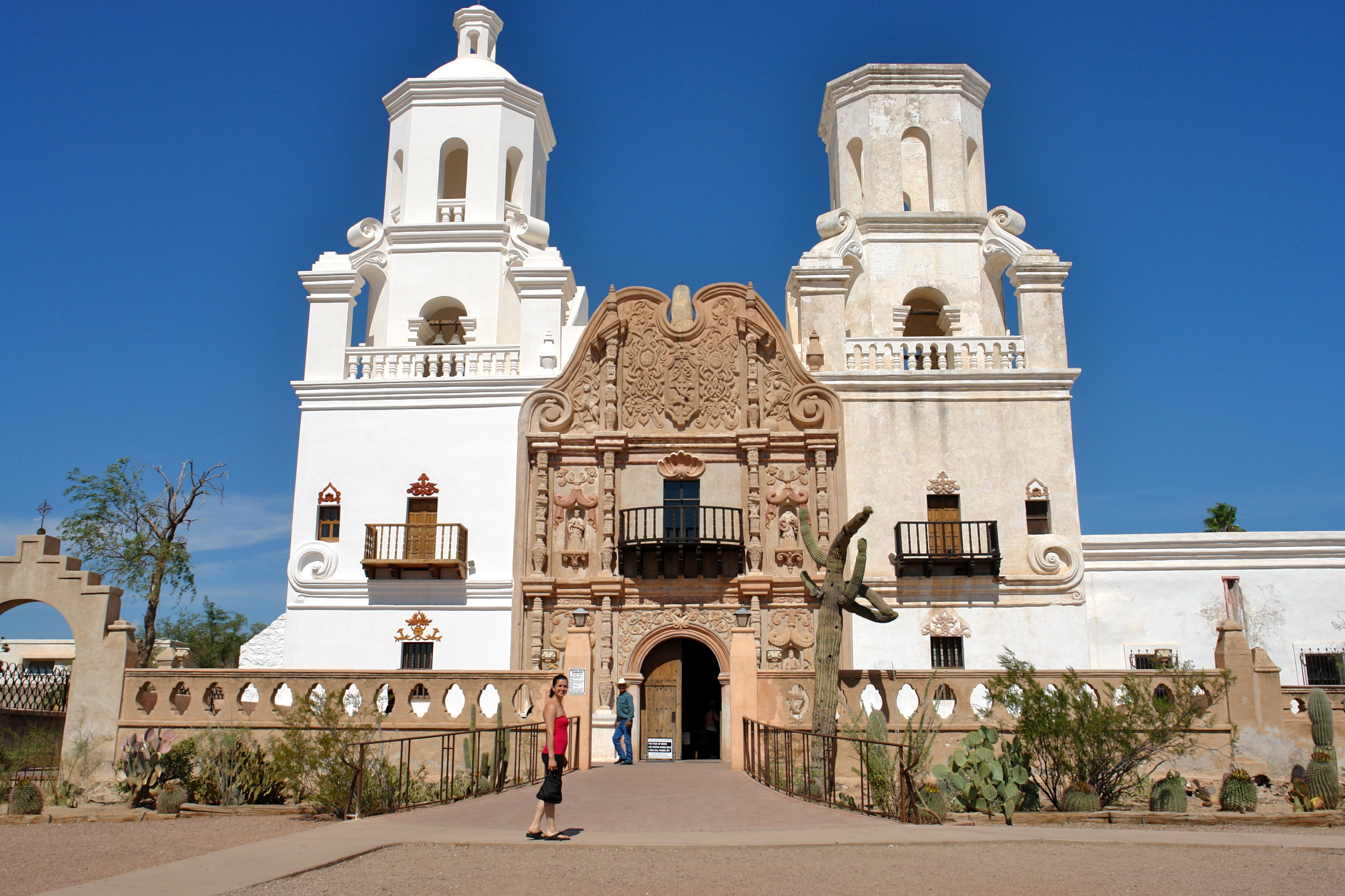
A ricamente decorada igreja da antiga missão de San Xavier del Bac, em Tucson, em ótimo estado de conservação e ainda em plena atividade, declarada Marco Histórico Nacional dos Estados Unidos.

Muito se tem discutido sobre o verdadeiro papel e caráter dos Jesuítas e dos índios neste grande ciclo sociocultural. Diversos autores consideram os padres como simples senhores de escravos travestidos de anjos evangelizadores, instrumentos das potências europeias num impulso imperialista. Para Octavio Paz, o indígena se ajoelhava diante do Cristo sangrante e humilhado, golpeado pelos soldados, condenado pelos juízes, porque via, nele, a imagem transfigurada do seu próprio destino. É questionada, acima de tudo, a legitimidade da profunda transformação que realizaram nas culturas nativas, com a consequente perda de suas identidades, a homogeneização de grupos distintos tratados em bloco, a postura paternalista dos religiosos, e também a falha fundamental da didática jesuíta, revelada — tarde demais — na dissolução imediata de todas as aquisições culturais e espirituais quando o índio foi privado da orientação dos religiosos, não havendo evidência importante, com raríssimas exceções, da formação de  culturas ou sequer de escolas artísticas regionais que tenham subsistido de forma independente e viva após a derrocada da Ordem e suas reduções.
Em alguns casos excepcionais, como nos povoados de Chiquitos, na Bolívia, uma cultura derivada da missioneira conseguiu sobreviver até os dias de hoje, com muitas de suas tradições e hábitos comunais preservados. Outro exemplo é o da Escola de Cuzco de pintura, que também permanece em atividade, com a ressalva de que nela se cristalizaram fórmulas visuais dos séculos XVIII-XIX que não encontraram um caminho de renovação verdadeira. É importante assinalar ainda, conforme fez David Sweet, que repetidas vezes ficou patente o abismo entre os altos ideais da proposta evangelizadora e a dura realidade cotidiana, onde as relações dos padres com seus reduzidos não foram sempre amistosas, especialmente quando lidaram com tribos mais primitivas e resistentes à redução, como algumas da Amazônia, onde ocorreram vários episódios de tortura, segregação e trabalho forçado. Outras vezes apoiaram o extermínio de tribos inteiras, ou se valeram do suborno dos caciques para conseguir a adesão dos seus comandados. Em vários documentos históricos essas culturas aborígenes são descritas com a mais baixa estima, chamando os índios de "peças", como se fazia para com os negros escravos. Também abundam comparações dos índios com animais, e é frequente o uso dos verbos "amansar", "domar" e "domesticar" quando se referem ao processo de reduzí-los. São muito raras as citações de índios por seus nomes, salvo os caciques, e não parece ter se desenvolvido nenhuma amizade estreita entre padres e índios individuais em qualquer das reduções, pelo menos não há evidência documental; nenhum escritor jesuíta jamais declarou ter aprendido alguma coisa com os povos que liderava, nem referiu algum aporte autóctone significativo à cultura que nascia, e, finalmente, até no século XVIII ainda havia alguns que duvidavam que eles fossem de fato humanos ou que possuíssem a faculdade da razão.
Antes da expulsão dos jesuítas diversas apreciações favoráveis ao seu trabalho foram publicadas por influentes autores europeus, como Montesquieu, que disse ser "uma glória para a Companhia de Jesus ter mostrado pela primeira vez ao mundo como é possível a união entre religião e humanidade", e em termos semelhantes d'Alembert louvou seu trabalho dizendo que "mediante a religião alcançaram os jesuítas no Paraguai uma autoridade moral apoiada puramente em sua arte de convencer e em seu modo suave de governo". Até o próprio Voltaire, que era um dos grandes inimigos da Companhia, os comparou a verdadeiros soberanos, legisladores e pontífices. Disse ele: "pareciam um triunfo da humanidade". Com suas falhas e contradições internas, trazidas à luz abundantemente pela pesquisa moderna, mas principalmente por suas conquistas positivas, as missões jesuíticas exerceram um impacto profundo na vida das Américas. Para Aguirre o caráter revolucionário das reduções jesuíticas deriva...
"da premissa que lhes serve de ponto de partida, premissa que implica um expresso reconhecimento dos vínculos que costumam ligar as injustiças sociais com o atraso geral das sociedades. Por isso o sistema econômico missioneiro jesuíta se encaminha, desde o princípio, para conseguir o desenvolvimento econômico dos povos aborígines, para organizar uma ordem social e produtiva que permita aos indígenas americanos romperem as barreiras da miséria e terem uma alternativa distinta daquela que era se submeter à economia da encomienda, da mita e do latifúndio colonial. Os jesuítas não definiram o problema da justiça no plano jurídico, mas se propuseram a realizá-la no âmbito de um sistema econômico e social, onde a riqueza se acomodava às pautas de uma filosofia inspirada na noção cristã de igualdade entre todos os homens".

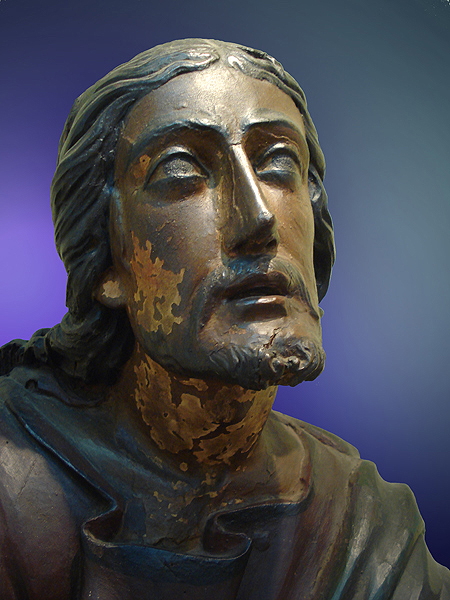
Nosso Senhor dos Passos, século XVIII, tombado como patrimônio nacional do Brasil. Museu Júlio de Castilhos

Para Wolfgang Reinhard, por mais controversos que tenham sido os intentos dos jesuítas de adaptar a mensagem cristã às concepções autóctones e de promover uma mudança cultural dirigida, a empresa missioneira foi a melhor alternativa de que a América dispôs para levar adiante uma colonização que era sob todos os aspectos inevitável e que em outras esferas se revelou brutal, e por isso mesmo continuam a ter um apelo para o mundo moderno, onde a problemática integração dos povos indígenas remanescentes com as culturas de entorno ainda não encontrou soluções satisfatórias. uma opinião que era compartilhada com Darcy Ribeiro.
Unindo uma diligência evangelizadora intrépida com uma base cultural de alto gabarito, uma praticidade única na lida com os problemas que enfrentaram, um pensamento econômico, político e social arrojado e de amplo horizonte, sua atuação foi decisiva na formação da civilização americana moderna, e o estudo do seu exemplo de desenvolvimento autossustentado, onde o objetivo primário era o bem-estar e harmonia das populações através do estabelecimento de um modelo de vida sadia, significativa, solidária e justa para todos, pode ser de alguma forma ainda útil para a sociedade moderna, num continente que ainda sofre com as desigualdades sociais e onde os índios sobreviventes permanecem em muito marginalizados e despossuídos. Adicionalmente, as missões são vistas também como parte integrante das identidades nacionais nos países americanos. A importância do projeto jesuíta nas Américas é reforçada pelo fato de a UNESCO ter declarado como Patrimônio Mundial um significativo grupo de monumentos missioneiros — seis na Bolívia, cinco na Argentina, dois no Paraguai e um no Brasil.
Do lado dos índios, o balanço final talvez seja de avaliação ainda mais árdua, uma vez que a cultura dominante tende a analisar as coisas sob sua ótica particular. Com certeza, foi uma experiência impactante para os povos indígenas, mas, no contato com o branco, a anulação de sua índole vital, de sua visão de mundo e de sua cultura — cujos elementos, quando preservados, eram adaptados e traduzidos sempre para servir ao propósito da cristianização — talvez tenham sido perdas mais importantes do que os supostos benefícios recebidos. Muito se têm aplaudido as igrejas, a estatuária, a música e as outras artes de que foram autores ou coautores, mas, uma vez que nenhuma tradição se arraigou entre eles que pudesse evoluir independentemente a partir do modelo inaciano quando as missões foram extintas, talvez seja procedente o argumento de que o indígena, com exceções notadas, não passou de uma tábua rasa nas mãos dos religiosos. Mesmo assim, se registraram muitas declarações de índios protestando veementemente quando as missões foram extintas, acusando os reis da Espanha e Portugal de não saberem o que havia custado erguer aquelas comunidades e o quanto estavam apegados a elas, numa postura que era o perfeito oposto da sustentada no início do processo missioneiro, quando geralmente as reduções eram vistas mais como locais de cativeiro dissimulado. Vale a pena transcrever o testemunho de Auguste de Saint-Hilaire, que em passando pela província do Rio Grande do Sul em 1820, época em que os povoados locais já estavam em ruínas, registrou: "Entre os índios, vi apenas uma mulher que viveu sob o governo dos jesuítas, e ela pronuncia o nome de jesuítas com profundo respeito; porém muitos guaranis se lembram de haver ouvido seus pais ou avós falar deles, dizendo que, quando esses religiosos administravam a região, foi o tempo da felicidade". 
A revalorização cultural das missões jesuíticas começou no início do século XX, quando foi fundada, em 1932, a primeira faculdade de Missiologia na Universidade Gregoriana do Vaticano. Nesta época o movimento missionário ganhava novo impulso, antropólogos estudavam com métodos mais científicos as culturas tradicionais, arquitetos passavam a dedicar sua atenção ao modelo urbano das reduções, e órgãos de patrimônio histórico também se voltavam para elas na preservação de suas relíquias, trazendo-as novamente à evidência.
As missões ainda são um tema fértil e seu caráter — real ou suposto — de utopia já deu margem ao surgimento de obras literárias, documentários, exposições de arte e filmes, bem como à formação de um folclore próprio, com variadas abordagens e conclusões. Em anos recentes a produção cinematográfica norte-americana A Missão, estrelada pelo conhecido ator Robert De Niro, recebeu larga divulgação e diversos prêmios internacionais. Na cultura oficial da América Latina contemporânea se percebe uma tendência a uma glorificação muitas vezes acrítica e propagandística das missões e de seus personagens mais destacados, transformados em figuras numinosas e focos agregadores de virtudes coletivas de civismo, fé e coragem, discurso enfatizado pelo fato de alguns missionários terem sido santificados ou beatificados pela Igreja Católica, isso depois de um período de intensa negação de seu valor no século XIX no processo de construção das independências nacionais, quando eram memória indesejada do período colonial. Como exemplo, Paulo Suess aponta que as missões dos Sete Povos são apresentadas nos dias de hoje pelo poder público brasileiro como um momento glorioso na história do sul do Brasil, e os índios massacrados na Guerra Guaranítica são retratados como heróis, especialmente Sepé Tiaraju, centro até de um culto popular, embora esta postura tenda a ocultar ou dissimular os graves problemas enfrentados por todas as comunidades indígenas que ainda sobrevivem, em geral num estado de miséria e abandono e sofrendo violências repetidas, numa espécie de "cultos ao esquecimento, liturgias que desarmam os guerreiros homenageados e se apropriam de sua causa". Em tempos recentes os indígenas vêm conquistando mais espaço e colocando a público suas impressões sobre o processo colonizador, e em geral são negativas, reivindicando uma revisão na história oficial. Em 2000 o Movimento Brasil: 500 Anos de Resistência Indígena, Negra e Popular publicou um manifesto declarando:
"Não acreditamos numa história escrita pelas classes dominantes, em que estas se colocam como protagonistas únicos e vencedores incontestáveis, tendo seus personagens guindados à posição de heróis de uma versão mistificadora e falsa do processo histórico. Pretendemos, através do nosso movimento, desmistificar a construção da mentira oficial e revelar a verdade histórica vivida pelos povos indígenas, pelos povos escravizados, pelas classes sociais e setores populares explorados e excluídos". 